# 1850
Portal Geschichte | Portal Biografien | Aktuelle Ereignisse | Jahreskalender | Tagesartikel

◄ |
18. Jahrhundert |
19. Jahrhundert
| 20. Jahrhundert | ►

◄ |
1820er |
1830er |
1840er |
1850er
| 1860er | 1870er | 1880er | ►

◄◄ |
◄ |
1846 |
1847 |
1848 |
1849 |
1850
| 1851 | 1852 | 1853 | 1854 | ► | ►►
Staatsoberhäupter · Wahlen · Nekrolog · Kunstjahr · Literaturjahr · Musikjahr   · Sportjahr
| Januar | Januar | Januar | Januar | Januar | Januar | Januar | Januar |
| Kw     | Mo     | Di     | Mi     | Do     | Fr     | Sa     | So     |
| ------ | ------ | ------ | ------ | ------ | ------ | ------ | ------ |
| 1      |        | 1      | 2      | 3      | 4      | 5      | 6      |
| 2      | 7      | 8      | 9      | 10     | 11     | 12     | 13     |
| 3      | 14     | 15     | 16     | 17     | 18     | 19     | 20     |
| 4      | 21     | 22     | 23     | 24     | 25     | 26     | 27     |
| 5      | 28     | 29     | 30     | 31     |        |        |        |

| Februar | Februar | Februar | Februar | Februar | Februar | Februar | Februar |
| Kw      | Mo      | Di      | Mi      | Do      | Fr      | Sa      | So      |
| ------- | ------- | ------- | ------- | ------- | ------- | ------- | ------- |
| 5       |         |         |         |         | 1       | 2       | 3       |
| 6       | 4       | 5       | 6       | 7       | 8       | 9       | 10      |
| 7       | 11      | 12      | 13      | 14      | 15      | 16      | 17      |
| 8       | 18      | 19      | 20      | 21      | 22      | 23      | 24      |
| 9       | 25      | 26      | 27      | 28      |         |         |         |

| März | März | März | März | März | März | März | März |
| Kw   | Mo   | Di   | Mi   | Do   | Fr   | Sa   | So   |
| ---- | ---- | ---- | ---- | ---- | ---- | ---- | ---- |
| 9    |      |      |      |      | 1    | 2    | 3    |
| 10   | 4    | 5    | 6    | 7    | 8    | 9    | 10   |
| 11   | 11   | 12   | 13   | 14   | 15   | 16   | 17   |
| 12   | 18   | 19   | 20   | 21   | 22   | 23   | 24   |
| 13   | 25   | 26   | 27   | 28   | 29   | 30   | 31   |

| April | April | April | April | April | April | April | April |
| Kw    | Mo    | Di    | Mi    | Do    | Fr    | Sa    | So    |
| ----- | ----- | ----- | ----- | ----- | ----- | ----- | ----- |
| 14    | 1     | 2     | 3     | 4     | 5     | 6     | 7     |
| 15    | 8     | 9     | 10    | 11    | 12    | 13    | 14    |
| 16    | 15    | 16    | 17    | 18    | 19    | 20    | 21    |
| 17    | 22    | 23    | 24    | 25    | 26    | 27    | 28    |
| 18    | 29    | 30    |       |       |       |       |       |

| Mai | Mai | Mai | Mai | Mai | Mai | Mai | Mai |
| Kw  | Mo  | Di  | Mi  | Do  | Fr  | Sa  | So  |
| 18  |     |     | 1   | 2   | 3   | 4   | 5   |
| 19  | 6   | 7   | 8   | 9   | 10  | 11  | 12  |
| 20  | 13  | 14  | 15  | 16  | 17  | 18  | 19  |
| 21  | 20  | 21  | 22  | 23  | 24  | 25  | 26  |
| 22  | 27  | 28  | 29  | 30  | 31  |     |     |
| --- | --- | --- | --- | --- | --- | --- | --- |

| Juni | Juni | Juni | Juni | Juni | Juni | Juni | Juni |
| Kw   | Mo   | Di   | Mi   | Do   | Fr   | Sa   | So   |
| ---- | ---- | ---- | ---- | ---- | ---- | ---- | ---- |
| 22   |      |      |      |      |      | 1    | 2    |
| 23   | 3    | 4    | 5    | 6    | 7    | 8    | 9    |
| 24   | 10   | 11   | 12   | 13   | 14   | 15   | 16   |
| 25   | 17   | 18   | 19   | 20   | 21   | 22   | 23   |
| 26   | 24   | 25   | 26   | 27   | 28   | 29   | 30   |

| Juli | Juli | Juli | Juli | Juli | Juli | Juli | Juli |
| Kw   | Mo   | Di   | Mi   | Do   | Fr   | Sa   | So   |
| ---- | ---- | ---- | ---- | ---- | ---- | ---- | ---- |
| 27   | 1    | 2    | 3    | 4    | 5    | 6    | 7    |
| 28   | 8    | 9    | 10   | 11   | 12   | 13   | 14   |
| 29   | 15   | 16   | 17   | 18   | 19   | 20   | 21   |
| 30   | 22   | 23   | 24   | 25   | 26   | 27   | 28   |
| 31   | 29   | 30   | 31   |      |      |      |      |

| August | August | August | August | August | August | August | August |
| Kw     | Mo     | Di     | Mi     | Do     | Fr     | Sa     | So     |
| ------ | ------ | ------ | ------ | ------ | ------ | ------ | ------ |
| 31     |        |        |        | 1      | 2      | 3      | 4      |
| 32     | 5      | 6      | 7      | 8      | 9      | 10     | 11     |
| 33     | 12     | 13     | 14     | 15     | 16     | 17     | 18     |
| 34     | 19     | 20     | 21     | 22     | 23     | 24     | 25     |
| 35     | 26     | 27     | 28     | 29     | 30     | 31     |        |

| September | September | September | September | September | September | September | September |
| Kw        | Mo        | Di        | Mi        | Do        | Fr        | Sa        | So        |
| --------- | --------- | --------- | --------- | --------- | --------- | --------- | --------- |
| 35        |           |           |           |           |           |           | 1         |
| 36        | 2         | 3         | 4         | 5         | 6         | 7         | 8         |
| 37        | 9         | 10        | 11        | 12        | 13        | 14        | 15        |
| 38        | 16        | 17        | 18        | 19        | 20        | 21        | 22        |
| 39        | 23        | 24        | 25        | 26        | 27        | 28        | 29        |
| 40        | 30        |           |           |           |           |           |           |

| Oktober | Oktober | Oktober | Oktober | Oktober | Oktober | Oktober | Oktober |
| Kw      | Mo      | Di      | Mi      | Do      | Fr      | Sa      | So      |
| ------- | ------- | ------- | ------- | ------- | ------- | ------- | ------- |
| 40      |         | 1       | 2       | 3       | 4       | 5       | 6       |
| 41      | 7       | 8       | 9       | 10      | 11      | 12      | 13      |
| 42      | 14      | 15      | 16      | 17      | 18      | 19      | 20      |
| 43      | 21      | 22      | 23      | 24      | 25      | 26      | 27      |
| 44      | 28      | 29      | 30      | 31      |         |         |         |

| November | November | November | November | November | November | November | November |
| Kw       | Mo       | Di       | Mi       | Do       | Fr       | Sa       | So       |
| -------- | -------- | -------- | -------- | -------- | -------- | -------- | -------- |
| 44       |          |          |          |          | 1        | 2        | 3        |
| 45       | 4        | 5        | 6        | 7        | 8        | 9        | 10       |
| 46       | 11       | 12       | 13       | 14       | 15       | 16       | 17       |
| 47       | 18       | 19       | 20       | 21       | 22       | 23       | 24       |
| 48       | 25       | 26       | 27       | 28       | 29       | 30       |          |

| Dezember | Dezember | Dezember | Dezember | Dezember | Dezember | Dezember | Dezember |
| Kw       | Mo       | Di       | Mi       | Do       | Fr       | Sa       | So       |
| -------- | -------- | -------- | -------- | -------- | -------- | -------- | -------- |
| 48       |          |          |          |          |          |          | 1        |
| 49       | 2        | 3        | 4        | 5        | 6        | 7        | 8        |
| 50       | 9        | 10       | 11       | 12       | 13       | 14       | 15       |
| 51       | 16       | 17       | 18       | 19       | 20       | 21       | 22       |
| 52       | 23       | 24       | 25       | 26       | 27       | 28       | 29       |
| 1        | 30       | 31       |          |          |          |          |          |

| Januar | Januar | Januar | Januar | Januar | Januar | Januar | Januar |
| Kw     | Mo     | Di     | Mi     | Do     | Fr     | Sa     | So     |
| ------ | ------ | ------ | ------ | ------ | ------ | ------ | ------ |
| 1      |        | 1      | 2      | 3      | 4      | 5      | 6      |
| 2      | 7      | 8      | 9      | 10     | 11     | 12     | 13     |
| 3      | 14     | 15     | 16     | 17     | 18     | 19     | 20     |
| 4      | 21     | 22     | 23     | 24     | 25     | 26     | 27     |
| 5      | 28     | 29     | 30     | 31     |        |        |        |

| Februar | Februar | Februar | Februar | Februar | Februar | Februar | Februar |
| Kw      | Mo      | Di      | Mi      | Do      | Fr      | Sa      | So      |
| ------- | ------- | ------- | ------- | ------- | ------- | ------- | ------- |
| 5       |         |         |         |         | 1       | 2       | 3       |
| 6       | 4       | 5       | 6       | 7       | 8       | 9       | 10      |
| 7       | 11      | 12      | 13      | 14      | 15      | 16      | 17      |
| 8       | 18      | 19      | 20      | 21      | 22      | 23      | 24      |
| 9       | 25      | 26      | 27      | 28      |         |         |         |

| März | März | März | März | März | März | März | März |
| Kw   | Mo   | Di   | Mi   | Do   | Fr   | Sa   | So   |
| ---- | ---- | ---- | ---- | ---- | ---- | ---- | ---- |
| 9    |      |      |      |      | 1    | 2    | 3    |
| 10   | 4    | 5    | 6    | 7    | 8    | 9    | 10   |
| 11   | 11   | 12   | 13   | 14   | 15   | 16   | 17   |
| 12   | 18   | 19   | 20   | 21   | 22   | 23   | 24   |
| 13   | 25   | 26   | 27   | 28   | 29   | 30   | 31   |

| April | April | April | April | April | April | April | April |
| Kw    | Mo    | Di    | Mi    | Do    | Fr    | Sa    | So    |
| ----- | ----- | ----- | ----- | ----- | ----- | ----- | ----- |
| 14    | 1     | 2     | 3     | 4     | 5     | 6     | 7     |
| 15    | 8     | 9     | 10    | 11    | 12    | 13    | 14    |
| 16    | 15    | 16    | 17    | 18    | 19    | 20    | 21    |
| 17    | 22    | 23    | 24    | 25    | 26    | 27    | 28    |
| 18    | 29    | 30    |       |       |       |       |       |

| Mai | Mai | Mai | Mai | Mai | Mai | Mai | Mai |
| Kw  | Mo  | Di  | Mi  | Do  | Fr  | Sa  | So  |
| 18  |     |     | 1   | 2   | 3   | 4   | 5   |
| 19  | 6   | 7   | 8   | 9   | 10  | 11  | 12  |
| 20  | 13  | 14  | 15  | 16  | 17  | 18  | 19  |
| 21  | 20  | 21  | 22  | 23  | 24  | 25  | 26  |
| 22  | 27  | 28  | 29  | 30  | 31  |     |     |
| --- | --- | --- | --- | --- | --- | --- | --- |

| Juni | Juni | Juni | Juni | Juni | Juni | Juni | Juni |
| Kw   | Mo   | Di   | Mi   | Do   | Fr   | Sa   | So   |
| ---- | ---- | ---- | ---- | ---- | ---- | ---- | ---- |
| 22   |      |      |      |      |      | 1    | 2    |
| 23   | 3    | 4    | 5    | 6    | 7    | 8    | 9    |
| 24   | 10   | 11   | 12   | 13   | 14   | 15   | 16   |
| 25   | 17   | 18   | 19   | 20   | 21   | 22   | 23   |
| 26   | 24   | 25   | 26   | 27   | 28   | 29   | 30   |

| Juli | Juli | Juli | Juli | Juli | Juli | Juli | Juli |
| Kw   | Mo   | Di   | Mi   | Do   | Fr   | Sa   | So   |
| ---- | ---- | ---- | ---- | ---- | ---- | ---- | ---- |
| 27   | 1    | 2    | 3    | 4    | 5    | 6    | 7    |
| 28   | 8    | 9    | 10   | 11   | 12   | 13   | 14   |
| 29   | 15   | 16   | 17   | 18   | 19   | 20   | 21   |
| 30   | 22   | 23   | 24   | 25   | 26   | 27   | 28   |
| 31   | 29   | 30   | 31   |      |      |      |      |

| August | August | August | August | August | August | August | August |
| Kw     | Mo     | Di     | Mi     | Do     | Fr     | Sa     | So     |
| ------ | ------ | ------ | ------ | ------ | ------ | ------ | ------ |
| 31     |        |        |        | 1      | 2      | 3      | 4      |
| 32     | 5      | 6      | 7      | 8      | 9      | 10     | 11     |
| 33     | 12     | 13     | 14     | 15     | 16     | 17     | 18     |
| 34     | 19     | 20     | 21     | 22     | 23     | 24     | 25     |
| 35     | 26     | 27     | 28     | 29     | 30     | 31     |        |

| September | September | September | September | September | September | September | September |
| Kw        | Mo        | Di        | Mi        | Do        | Fr        | Sa        | So        |
| --------- | --------- | --------- | --------- | --------- | --------- | --------- | --------- |
| 35        |           |           |           |           |           |           | 1         |
| 36        | 2         | 3         | 4         | 5         | 6         | 7         | 8         |
| 37        | 9         | 10        | 11        | 12        | 13        | 14        | 15        |
| 38        | 16        | 17        | 18        | 19        | 20        | 21        | 22        |
| 39        | 23        | 24        | 25        | 26        | 27        | 28        | 29        |
| 40        | 30        |           |           |           |           |           |           |

| Oktober | Oktober | Oktober | Oktober | Oktober | Oktober | Oktober | Oktober |
| Kw      | Mo      | Di      | Mi      | Do      | Fr      | Sa      | So      |
| ------- | ------- | ------- | ------- | ------- | ------- | ------- | ------- |
| 40      |         | 1       | 2       | 3       | 4       | 5       | 6       |
| 41      | 7       | 8       | 9       | 10      | 11      | 12      | 13      |
| 42      | 14      | 15      | 16      | 17      | 18      | 19      | 20      |
| 43      | 21      | 22      | 23      | 24      | 25      | 26      | 27      |
| 44      | 28      | 29      | 30      | 31      |         |         |         |

| November | November | November | November | November | November | November | November |
| Kw       | Mo       | Di       | Mi       | Do       | Fr       | Sa       | So       |
| -------- | -------- | -------- | -------- | -------- | -------- | -------- | -------- |
| 44       |          |          |          |          | 1        | 2        | 3        |
| 45       | 4        | 5        | 6        | 7        | 8        | 9        | 10       |
| 46       | 11       | 12       | 13       | 14       | 15       | 16       | 17       |
| 47       | 18       | 19       | 20       | 21       | 22       | 23       | 24       |
| 48       | 25       | 26       | 27       | 28       | 29       | 30       |          |

| Dezember | Dezember | Dezember | Dezember | Dezember | Dezember | Dezember | Dezember |
| Kw       | Mo       | Di       | Mi       | Do       | Fr       | Sa       | So       |
| -------- | -------- | -------- | -------- | -------- | -------- | -------- | -------- |
| 48       |          |          |          |          |          |          | 1        |
| 49       | 2        | 3        | 4        | 5        | 6        | 7        | 8        |
| 50       | 9        | 10       | 11       | 12       | 13       | 14       | 15       |
| 51       | 16       | 17       | 18       | 19       | 20       | 21       | 22       |
| 52       | 23       | 24       | 25       | 26       | 27       | 28       | 29       |
| 1        | 30       | 31       |          |          |          |          |          |

## Ereignisse

### Politik und Weltgeschehen

#### Deutscher Bund

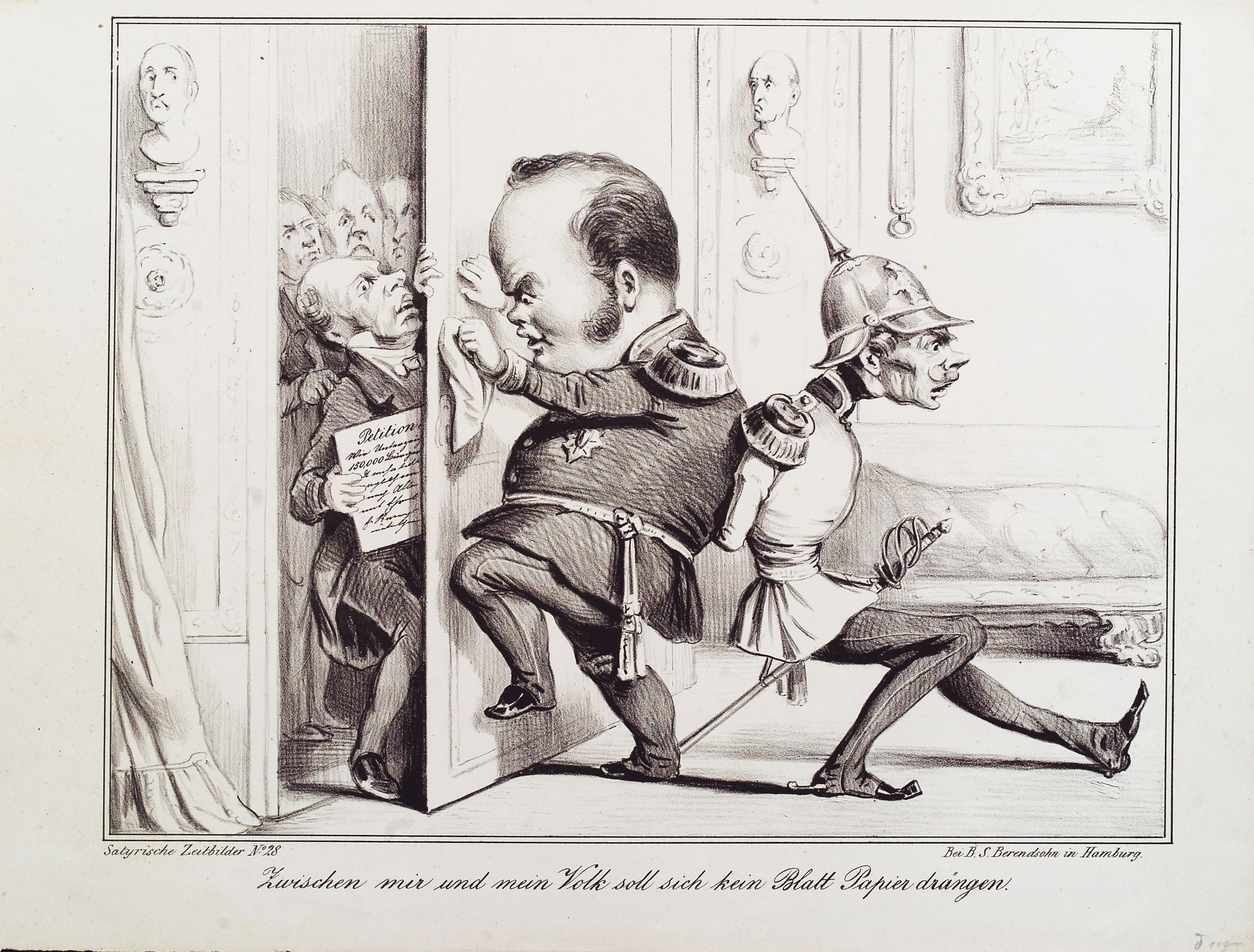
Zwischen mir und mein Volk soll sich kein Blatt Papier drängen, Karikatur zur Einführung der Verfassung

- 31. Januar: Die in Preußen eingeführte von Friedrich Wilhelm IV. oktroyierte Verfassung sieht das Dreiklassenwahlrecht vor, das Wohlhabenden zu Stimmvorteilen bei den Wahlen von Abgeordneten verhilft. Gleichzeitig übernimmt die Verfassung erstmals auf deutschem Boden viele liberale Positionen, einen großen Grundrechte-Katalog sowie die Einführung von Schwurgerichten verbunden mit dem Auftrag zur Sicherstellung von Rechtssicherheit und Kontrolle des Monarchen.
- 20. März bis 29. April: Das Erfurter Unionsparlament tagt.
- 2. Juli: Der Frieden von Berlin beendet den Schleswig-Holsteinischen Krieg zwischen dem Deutschen Bund und Dänemark.
- 24. Juli/25. Juli: Die Schlacht bei Idstedt fordert über sechseinhalbtausend Menschenleben: Dänemark setzt sich in Schleswig und Holstein endgültig durch.
- 11. September: Der Freienwalder Schiedsspruch hebt die Verfassung von Mecklenburg-Schwerin auf. Damit wird der Landesgrundgesetzliche Erbvergleich von 1755 wieder eingesetzt und die Trennung der mecklenburgischen Staaten beendet.
- 4. bis 14. November: Der Textilarbeiterstreik im Kreis Lennep wird nach Einsatz von Militär wegen Aussichtslosigkeit abgebrochen.
- 29. November: Preußen und Österreich schließen die Olmützer Punktation. Preußen erleidet eine schwere diplomatische Demütigung und muss auf seine Unionspolitik verzichten. (→ Herbstkrise 1850)
- 3. Dezember: Die Dresdner Konferenzen zur Wiederherstellung des Deutschen Bundes beginnen.

#### Weitere Ereignisse in Europa

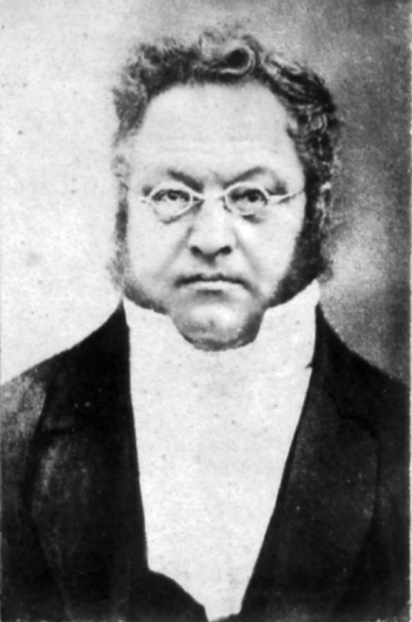
Henri Druey

- 1. Januar: Henri Druey wird Bundespräsident der Schweiz.
- Die zwei kroatischen Städte Gradec und Kaptol werden zur Stadt Zagreb vereint und mit der Unterstadt verbunden.

#### Afrika
- Mwezi IV. Gisabo wird Nachfolger seines Vaters Ntare IV. Rugamba als König von Burundi.

#### Südamerika
- 2. September: Der deutsche Auswanderer und Apotheker Hermann Blumenau gründet in Brasilien den nach ihm benannten Ort Blumenau. Die Stadt entwickelt sich zu einem Zentrum deutscher Kolonisation im Land.

#### Vereinigte Staaten von Amerika

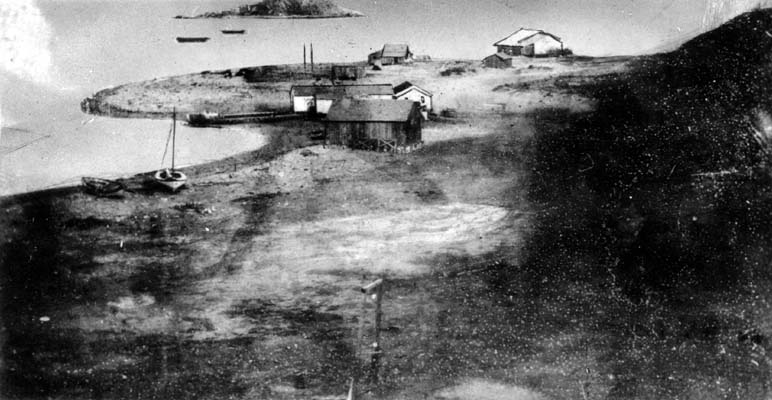
San Pedro bei Los Angeles 1850

- 4. April: Die provisorische Regierung in Monterey erteilt dem Ort Los Angeles das Stadtrecht. L.A. hat zu diesem Zeitpunkt eine Bevölkerung von 1.610 Personen.
- 19. April: Im Clayton-Bulwer-Vertrag vereinbaren die USA und Großbritannien, dass keiner von beiden einen alleinigen Einfluss auf einen künftigen, den Atlantik mit dem Pazifik verbindenden Kanal haben soll.
- 9. Juli: Nach dem Tod von Zachary Taylor wird der bisherige Vizepräsident Millard Fillmore als 13. Präsident der Vereinigten Staaten vereidigt. Seine Amtsübernahme führt aufgrund politischer Differenzen innerhalb weniger Wochen und Monate zum Rücktritt der meisten Minister Taylors und damit zu einer fast vollständigen Neubesetzung im Kabinett Fillmore.

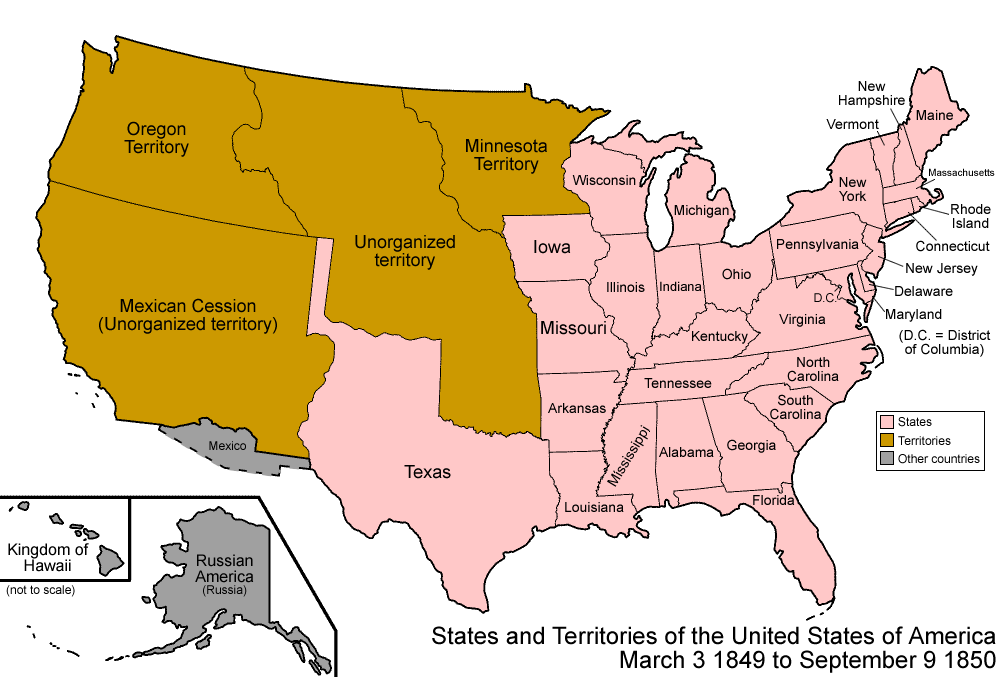
Vereinigte Staaten bis 1850

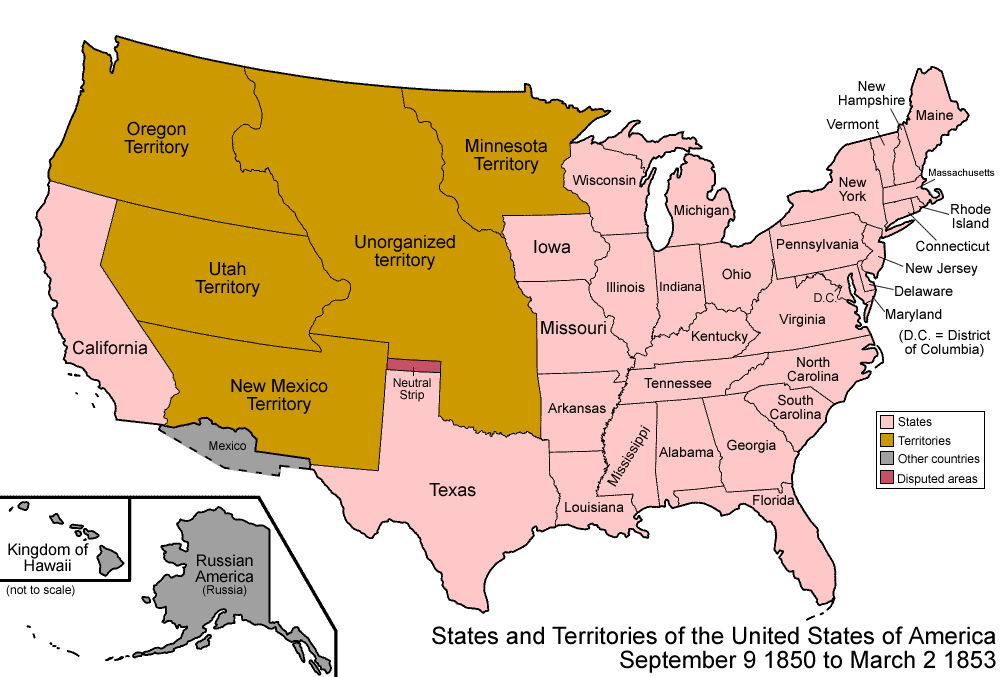
Vereinigte Staaten ab dem 9. September

- 9. September: Kalifornien, seit dem Vertrag von Guadalupe Hidalgo vom 2. Februar 1848 Teil eines unorganisierten Territoriums im Besitz der Vereinigten Staaten, wird im Zuge des Kompromisses von 1850 zwischen sklavenhaltenden und nicht sklavenhaltenden Staaten als 31. Bundesstaat in die USA aufgenommen. San José wird erste Hauptstadt, Peter Burnett erster Gouverneur des neuen Staates. Gleichzeitig werden aus den östlichen Teilen des von Mexiko abgetretenen Gebietes das Utah-Territorium und das New-Mexico-Territorium geschaffen. Letzteres erhält zusätzlich die nordwestlichen Teile des Staates Texas zugeschlagen.
- 18. September: Der US-Kongress erlässt auf Druck der Südstaaten ein verschärftes Fugitive Slave Law, das die Exekutive der Nordstaaten zwang, entlaufene Sklaven ihren Besitzern in den Südstaaten wieder zu übergeben. Bei der Abolitionismusbewegung ruft dieses Gesetz großen Widerstand hervor.

### Wirtschaft

#### Geldwirtschaft

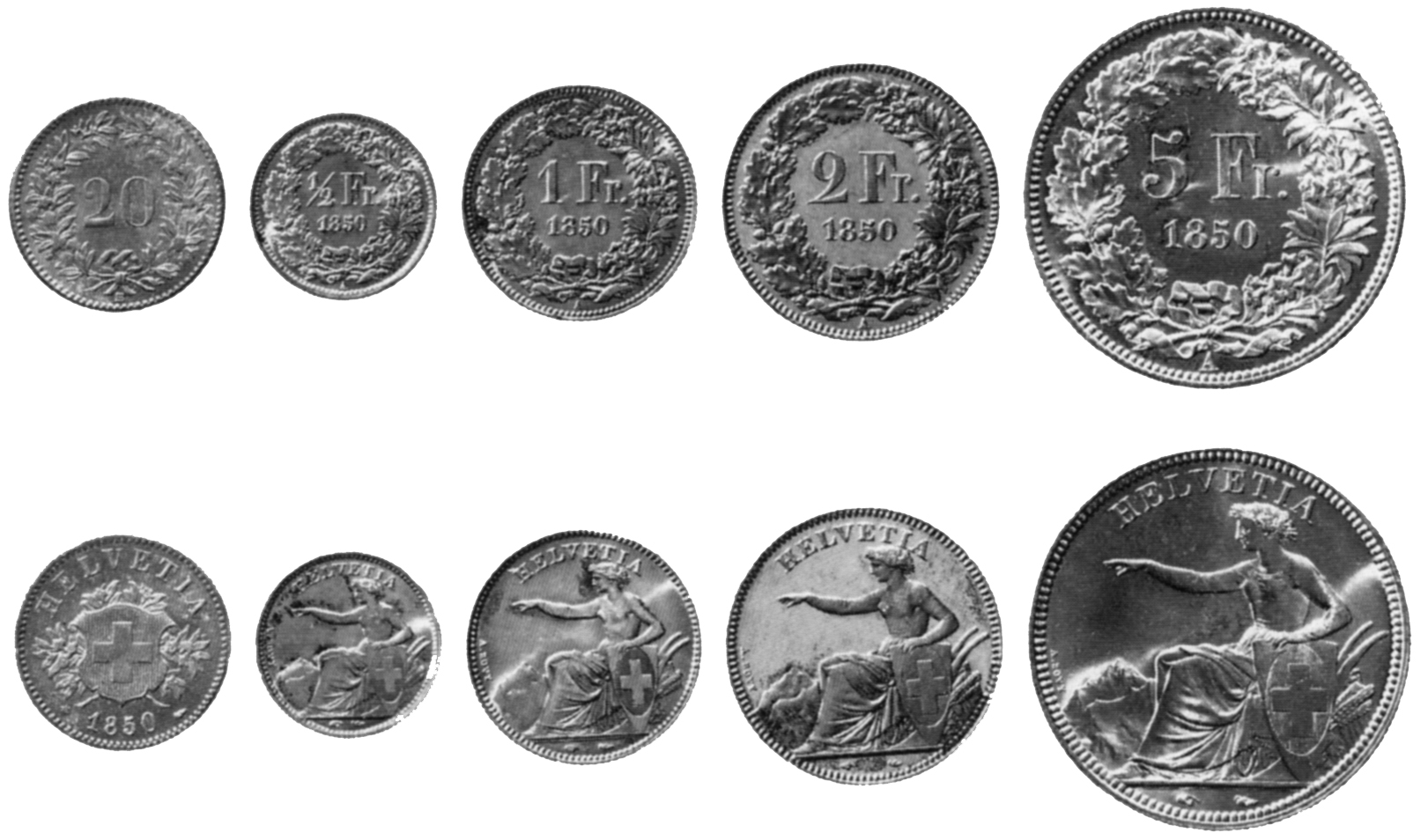
Die ersten Schweizer-Franken-Münzen von 1850

- 7. Mai: Schweizer Münzgeschichte: Die Schweizer Bundesversammlung erlässt das «Bundesgesetzes über das eidgenössische Münzwesen», wonach der Franken, eingeteilt in 100 Rappen, zur Einheitswährung wird.

#### Postwirtschaft
- 1. Juni: Im Kaisertum Österreich erhalten mit der Wappenausgabe die ersten Briefmarken ihre Gültigkeit.
- 29. Juni: Der Sachsendreier wird ausgegeben, die erste Briefmarke im Königreich Sachsen.
- 1. Dezember: Im Königreich Hannover werden Briefmarken im Postverkehr eingeführt.

#### Unternehmensgründungen
- 18. März: American Express wird von Henry Wells und William Fargo gegründet.
- 17. August: Mit Abschluss eines Gesellschaftervertrages mit seinen Brüdern gründet Carl Bozi die Maschinenspinnerei Vorwärts bei Bielefeld.
- 29. September: Heinrich Salomon Hoffmann eröffnet in Salzuflen auf dem Kuhkamp die Stärke-Fabrik bei Salzuflen, mit deren Bau er im Januar begonnen hat.

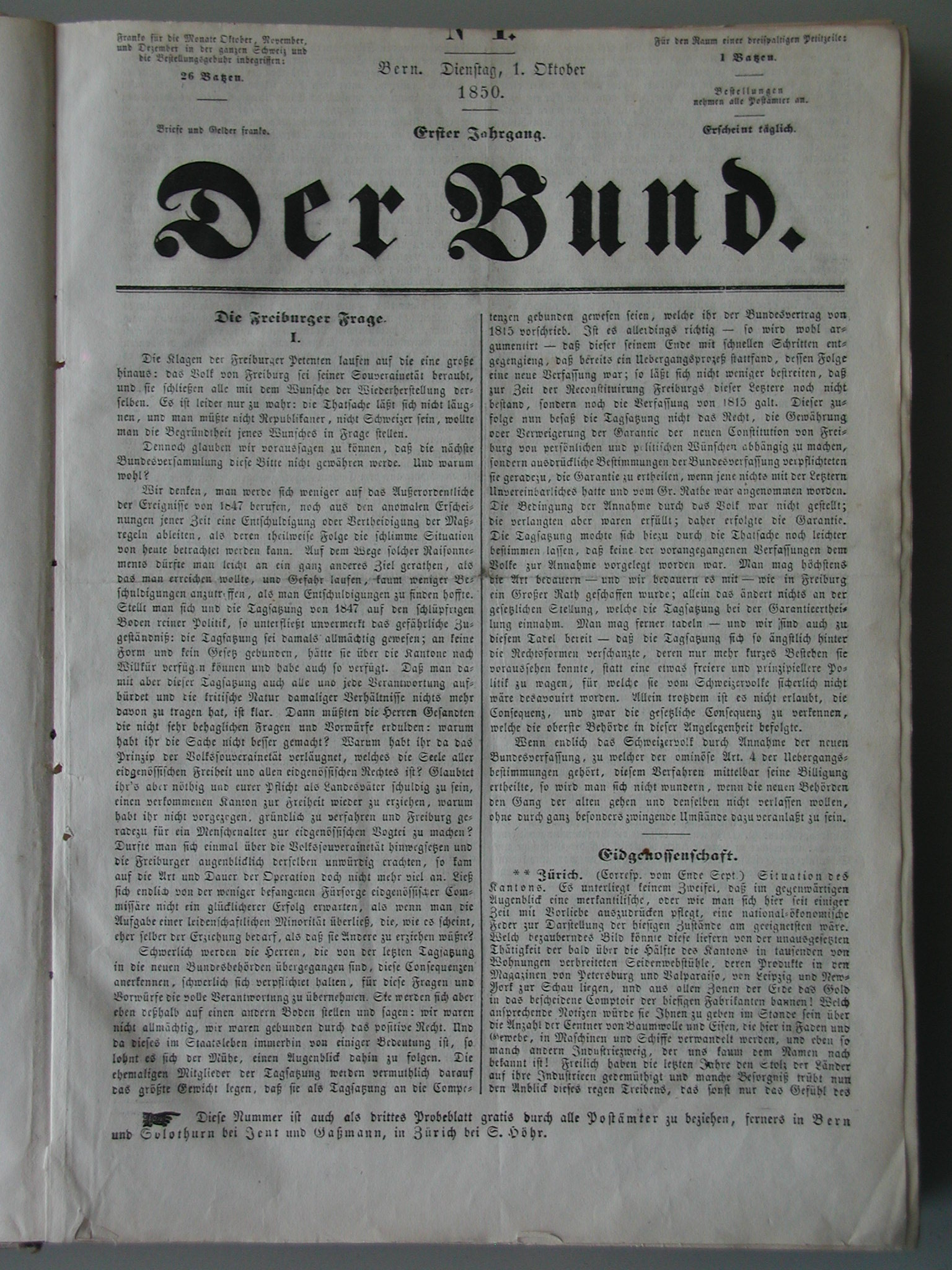
Der Bund, Erstausgabe

- 1. Oktober: Die Berner Tageszeitung Der Bund wird erstmals herausgegeben.
- Allan Pinkerton gründet gemeinsam mit dem ehemaligen Staatsanwalt Edward Rucker in Chicago die North-Western Police Agency, die spätere Detektiv-Agentur Pinkerton.

#### Verkehr

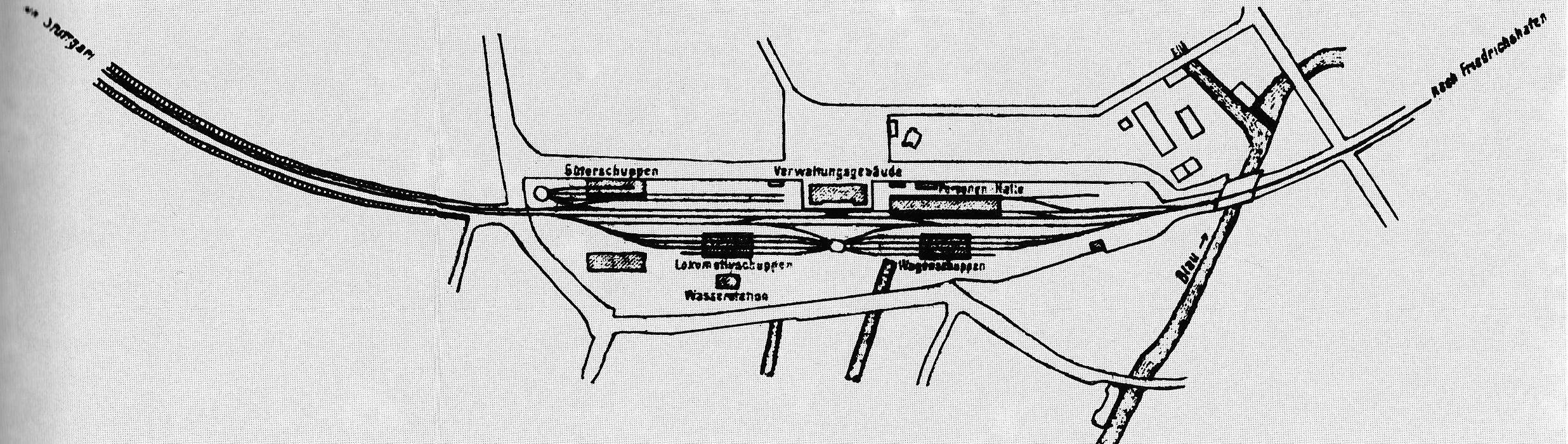
Karte des Ulmer Bahnhofs 1850

- 1. Juli: Mit der Eröffnung des Bahnhofs Ulm wird der letzte Abschnitt der von den Königlich Württembergischen Staats-Eisenbahnen errichteten Bahnstrecke Ulm–Friedrichshafen fertiggestellt.
- 2. September: Der Berliner Landwehrkanal wird eingeweiht. Weder Presse noch Bevölkerung nehmen davon sonderlich Notiz, weil das technische Bauwerk weit außerhalb der Stadtmauern liegt.

### Wissenschaft und Technik

#### Astronomie
- 17. Juli: William Cranch Bond und John Adams Whipple gelingt am Harvard-College-Observatorium die erste Daguerreotypie eines Sterns. Sie fotografieren die Wega im Sternbild Leier.
- 4. November: Die Galaxien NGC 126 und NGC 127 werden vom Astronomen William Parsons im Sternbild Fische entdeckt.
- 19. November: William Parsons findet im Sternbild Fische die Galaxie NGC 318.

#### Lehre und Forschung
- 28. Februar: Brigham Young, der Prophet der Mormonen, gründet die University of Deseret, den Vorläufer der heutigen University of Utah in Salt Lake City.
- 1. Oktober: Mit dem University of Sydney Act wird die Universität Sydney gegründet.

#### Technische Errungenschaften

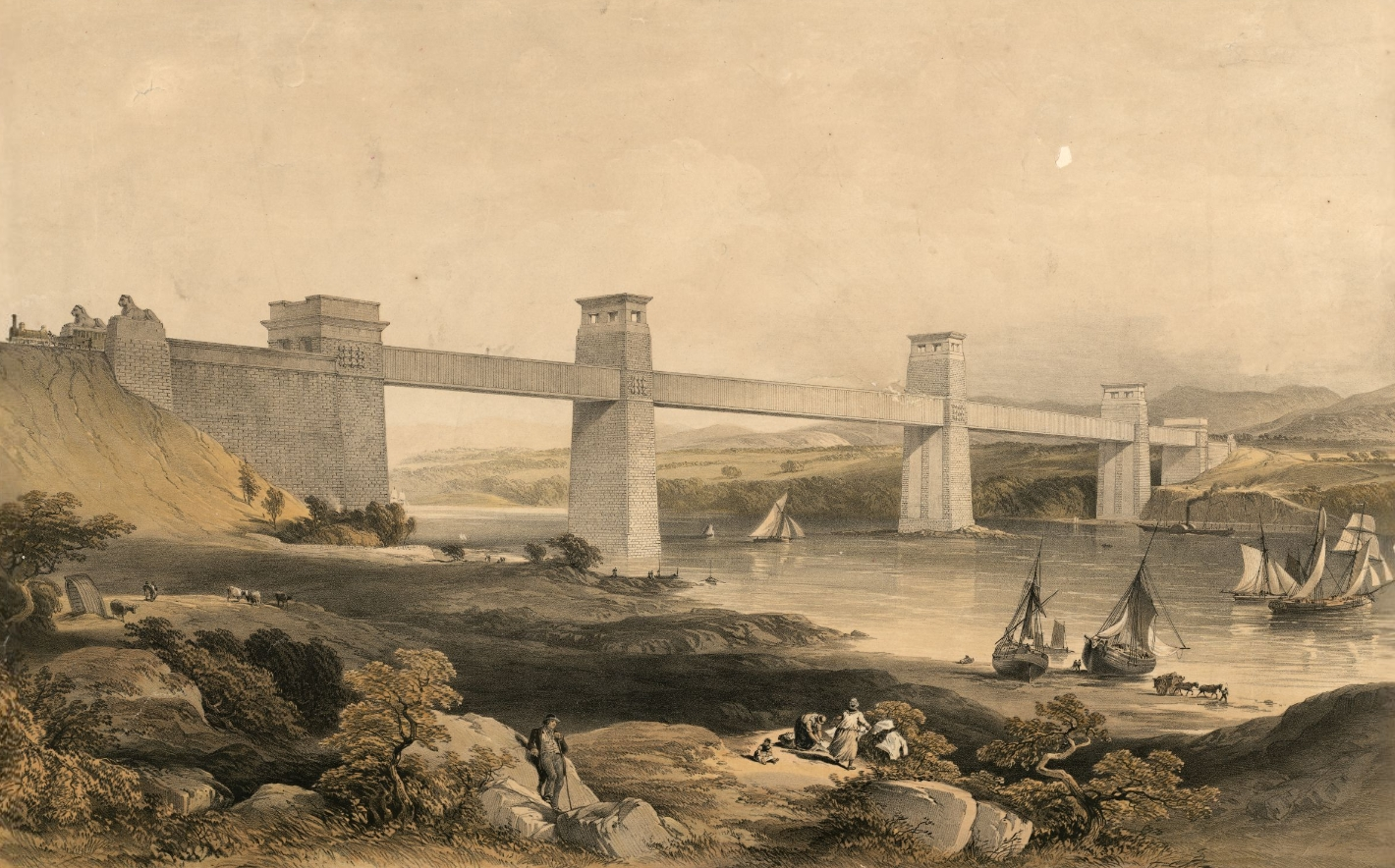
Die fertige Britanniabrücke, Lithographie von G. Hawkings, 1850

- 5. März: Die von Robert Stephenson erbaute Britanniabrücke über die Menai Strait wird eröffnet. Die Eisenbahnbrücke verbindet die Insel Anglesey in der Irischen See mit Wales.
- 27. Mai: Der Chemiker und begeisterte Hobbyfotograf Louis Désiré Blanquart-Evrard stellt der französischen Akademie der Wissenschaften das Albuminverfahren für detailreichere und kostengünstigere Fotografien vor.
- Es wird erstmals ein Seekabel von England nach Frankreich verlegt.

#### Sonstiges
- 26. Oktober: Auf der Suche nach der verschollenen Franklin-Expedition gelangt der britische Forscher Robert John Le Mesurier McClure von Osten her in den Viscount-Melville-Sund. Er gilt damit als Entdecker der Nordwestpassage, die auf Grund ihrer Vereisung allerdings unschiffbar ist. Das letzte Teilstück muss er ohne Schiff zurücklegen.
- Rudolf Clausius fasst die Gedanken von Julius Robert von Mayer und Nicolas Léonard Sadi Carnot in den ersten beiden Hauptsätzen der Thermodynamik zusammen.
- Die jungsteinzeitliche Siedlung Skara Brae auf den schottischen Orkney-Islands wird entdeckt.

### Kultur

#### Bildende Kunst

##### Architektur

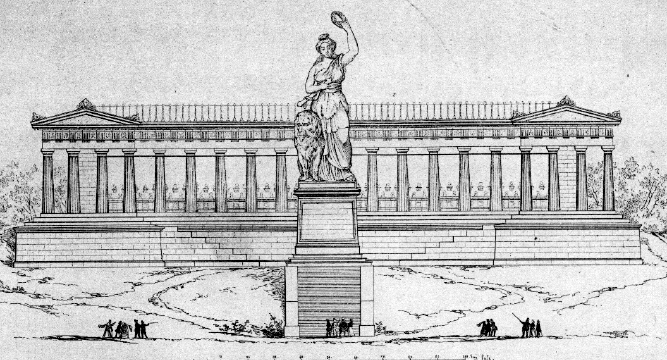
Die Bavaria vor der Ruhmeshalle, endgültige Fassung durch Klenze (Halle) und Schwanthaler (Statue)

- 9. Oktober: Zum Oktoberfest erfolgt die feierliche Enthüllung der von Ludwig Schwanthaler entworfenen und von Ferdinand von Miller gegossenen Bavaria in München. Die Ruhmeshalle ist zu diesem Zeitpunkt noch nicht fertiggestellt.

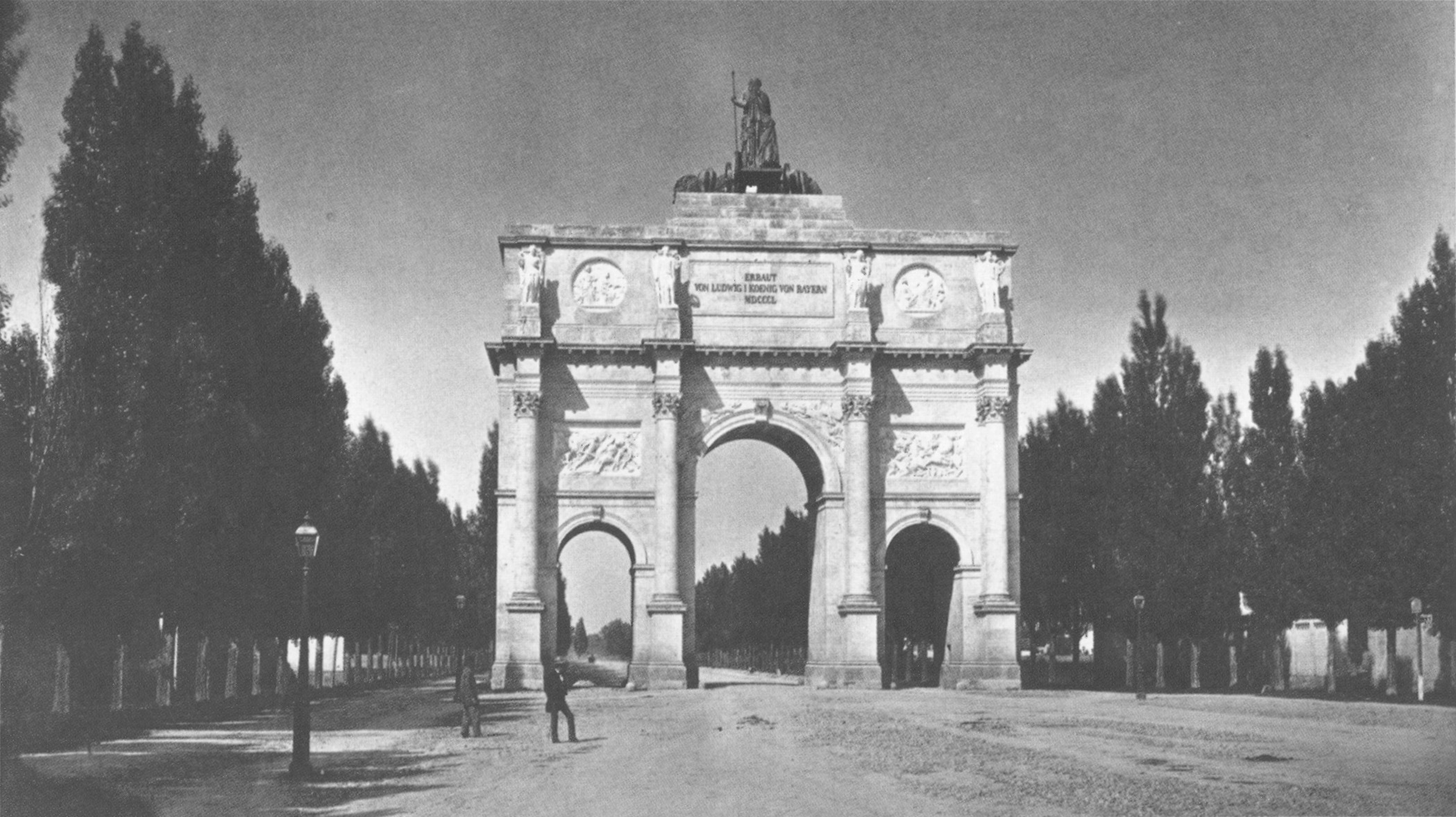
Das Siegestor in München nach seiner Fertigstellung

- 15. Oktober: König Maximilian II. übergibt das nach zehnjähriger Bauzeit fertiggestellte Siegestor an die Stadt München.

##### Malerei
Carl Friedrich Lessing vollendet in Öl auf Leinwand das Historienbild Johann Hus vor dem Scheiterhaufen, das zum kunsthistorisch bedeutenden Werkzyklus von „Husbildern“ des Künstlers gehört. Das Gemälde wird am 29. März von dem New Yorker Kunst- und Spirituosenhändler Johann Gottfried Böker für dessen Düsseldorf Gallery am Broadway in Manhattan erworben und noch im Sommer in der Kunstakademie Düsseldorf öffentlich ausgestellt. Nach Schwierigkeiten mit der New Yorker Zollbehörde wird es ab 4. Dezember in Bökers Galerie präsentiert. 

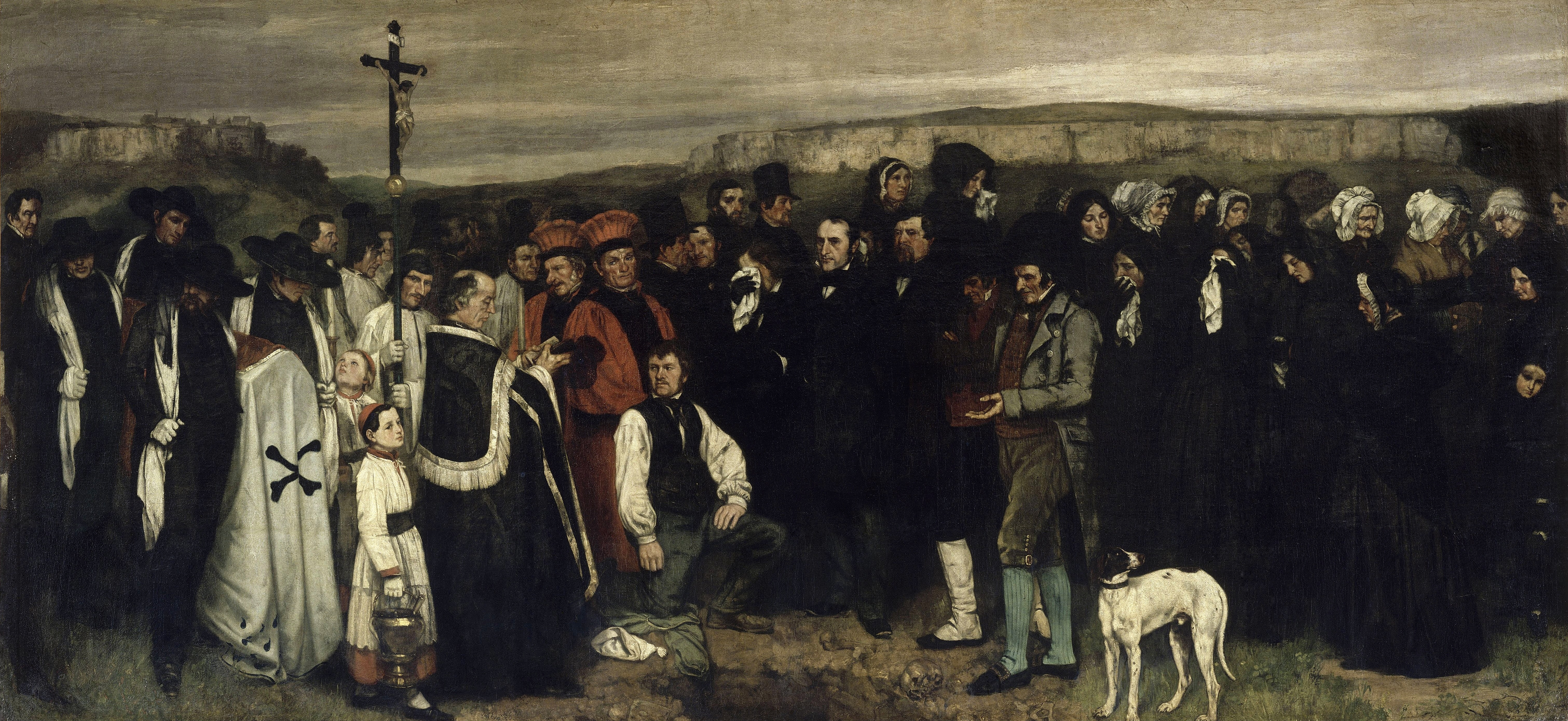
Courbet: Ein Begräbnis in Ornans

Die Ausstellung von Gustave Courbets Gemälde Ein Begräbnis in Ornans auf dem Pariser Salon führt zu einem Skandal, weil das Bild die ästhetischen Regeln der Akademischen Kunst verletze. Nach akademischen Kunstregeln fehlte es dem Gemälde an Würde, Angemessenheit und Beherrschung der Linie, Farbe, der Komposition sowie der Tiefenabstufung. Es gilt heute als ein Hauptwerk des Realismus. 

Spitzweg: Der Bücherwurm

- um 1850: Die zweite Variante des Ölgemäldes Der Bücherwurm von Carl Spitzweg entsteht.

#### Literatur

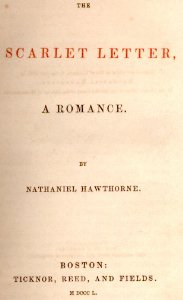
Erstausgabe The Scarlet Letter

#### Musik und Theater
- 25. Juni: Genoveva, die einzige Oper von Robert Schumann, wird im Staatstheater Leipzig unter der Leitung des Komponisten mit Marianne Lüdeke in der Titelrolle uraufgeführt.
- 28. August: Die Uraufführung der Oper Lohengrin von Richard Wagner erfolgt am Großherzoglichen Hoftheater von Weimar unter Leitung von Franz Liszt.
- 28. September: Jenny Lind gibt in New York City ihr erstes Konzert in den USA und löst dadurch einen Begeisterungssturm aus.
- 19. November: In Madrid wird mit einer Aufführung der Oper La favorite von Gaetano Donizetti das Opernhaus Teatro Real in Anwesenheit von Königin Isabella II. an Stelle des früheren Opernhauses De los Caños del Peral eröffnet.
- 28. Dezember: Die komische Oper La dame de pique von Fromental Halévy mit Text von Eugène Scribe wird an der Opéra-Comique in Paris uraufgeführt.
- Der Song Camptown Races von Stephen Foster erscheint erstmals in Druck.

### Gesellschaft
- Die von Louis Braille erfundene Brailleschrift wird in Frankreich offiziell an Blindenschulen eingeführt.
- In Atlanta, Georgia, wird der Atlanta Cemetery eingeweiht.

### Religion
- 24. März: Nach Vollendung des Kuppelbaus wird die Potsdamer Nikolaikirche ein zweites Mal feierlich eingeweiht.
- 29. September: In der Zirkumskriptionsbulle Universalis Ecclesiae verfügt Papst Pius IX. die Wiederherstellung der Struktur der römisch-katholischen Kirche auf der britischen Insel und in Gibraltar.
- Die katholische Ordensgemeinschaft Barmherzige Brüder von Maria Hilf wird gegründet.

### Katastrophen

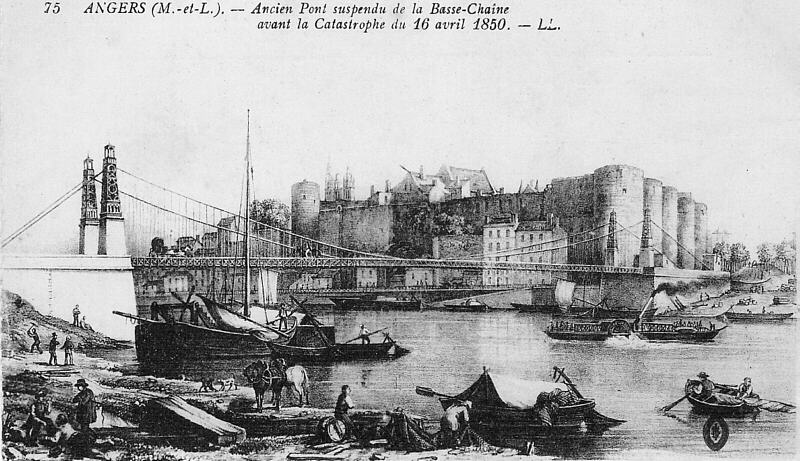
Hängebrücke von Angers vor 1850

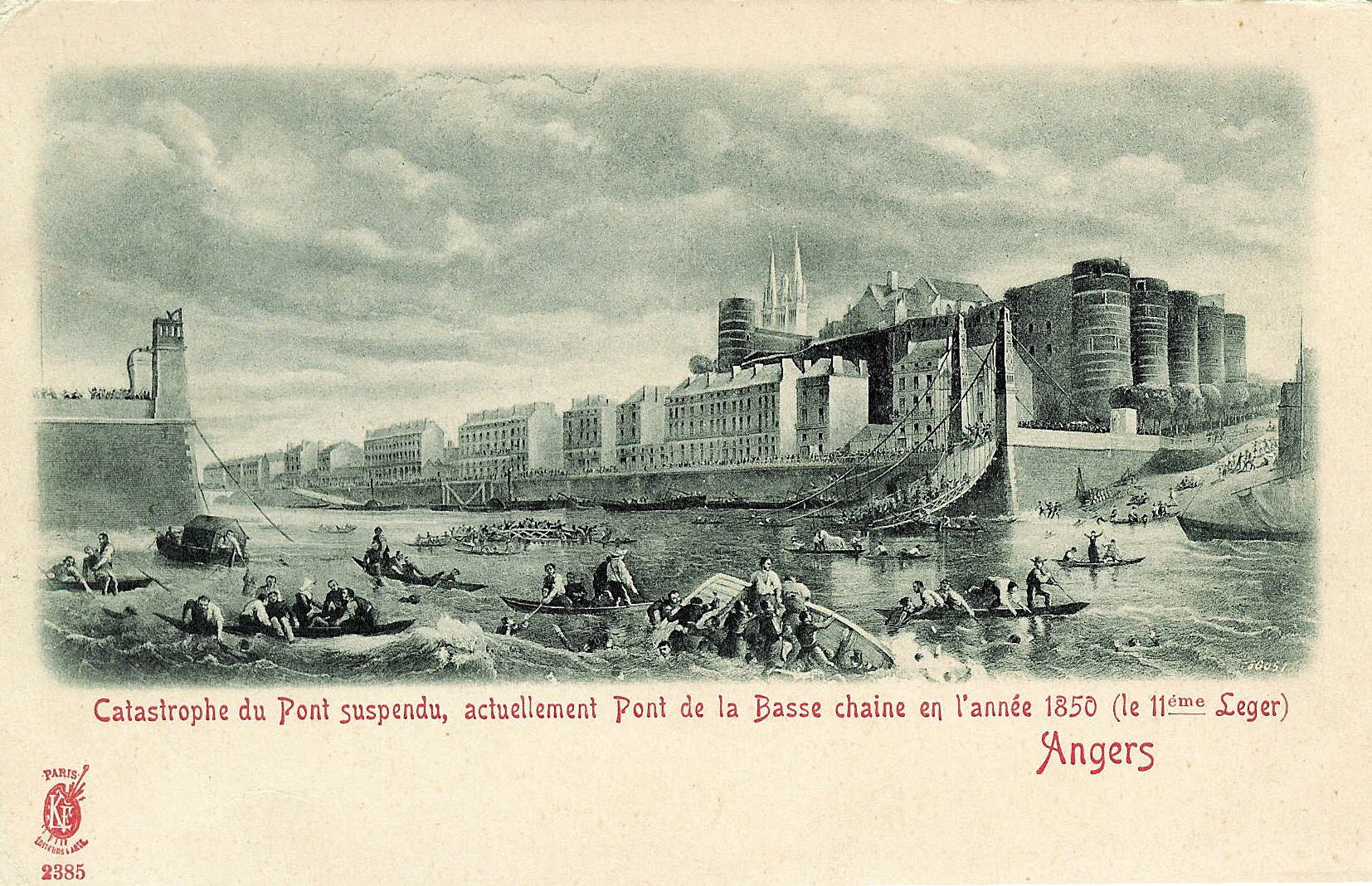
Die eingestürzte Hängebrücke

- 16. April: Aufgrund der Resonanz, welche durch Sturm und 730 zwar ohne Tritt marschierende, aber die Schwingungen ausgleichende Soldaten verursacht wird, kommt es zum Einsturz der Hängebrücke von Angers in Frankreich. Bei der Resonanzkatastrophe sterben 226 Menschen.
- Der Erdbeben-Stelenwald von Xichang berichtet von einem Erdbeben im Bezirk Liangshan in Sichuan.

### Sport
- 25. Februar: Die Wenlock Agricultural Reading Society beschließt etwas für die Verbesserung der körperlichen und geistigen Verfassung der eigenen Bevölkerung zu tun und gründet The Olympian Class. Die ersten Spiele finden auf der Wenlocker Rennbahn am 22. und 23. Oktober statt. Es handelt sich um eine Mischung aus Athletik und traditionellen Sportarten wie Quoits (Ringewerfen), Fußball und Cricket, aber auch Wettbewerbe wie Schubkarrenrennen werden ausgetragen.
- 13. September: Der 4.048 m hohe Piz Bernina wird von der aus Johann Coaz sowie Jon und Lorenz Ragut Tscharner bestehenden Bergsteigergruppe erstmals bestiegen.

## Geboren

### Januar/Februar
- 01. Januar: John Barclay Armstrong, US-amerikanischer Polizist und Second Lieutenant († 1913)
- 01. Januar: Per Hasselberg, eig. Karl Petter Åkesson, schwedischer Bildhauer († 1894)
- 02. Januar: Elisabeth Gnauck-Kühne, deutsche Frauenrechtlerin († 1917)
- 04. Januar: Paul d’Abrest, böhmischer Schriftsteller († 1893)
- 05. Januar: Gottlob Krause, deutscher Afrikareisender († 1938)
- 05. Januar: Zell os-Soltan, Prinz aus der Kadscharendynastie in Persien († 1918)
- 06. Januar: Eduard Bernstein, deutscher Theoretiker und Politiker († 1932)
- 06. Januar: Xaver Scharwenka, polnisch-tschechischer Komponist und Pianist († 1924)
- 06. Januar: Ladislav Stroupežnický, tschechischer Dramaturg des Nationaltheaters in Prag († 1892)
- 11. Januar: Joseph Charles Arthur, US-amerikanischer Botaniker († 1942)
- 11. Januar: Philipp von Ferrary, Philatelist, Besitzer der weltweit größten Briefmarkensammlung († 1917)
- 14. Januar: Pierre Loti, französischer Marineoffizier und Schriftsteller († 1923)
- 15. Januar: Mihai Eminescu, rumänischer Dichter († 1889)

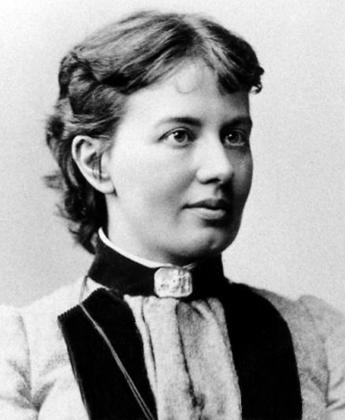
Sofja Kowalewskaja

- 15. Januar: Sofja Kowalewskaja, russische Mathematikerin († 1891)
- 16. Januar: Eduard Pelissier, deutscher Gymnasiallehrer und Historiker († 1931)
- 17. Januar: Joaquim Arcoverde de Albuquerque Cavalcanti, Erzbischof von Rio de Janeiro und Kardinal († 1930)
- 17. Januar: Clemens von Podewils-Dürnitz, bayerischer Politiker († 1922)
- 17. Januar: Alexander Sergejewitsch Tanejew, russischer Komponist († 1918)
- 18. Januar: Seth Low, US-amerikanischer Pädagoge und Politiker († 1916)
- 21. Januar: Józef Ostrowski, polnischer Aristokrat, Großgrundbesitzer und Politiker († 1923)
- 22. Januar: Karl Litzmann, deutscher General der Infanterie im Ersten Weltkrieg († 1936)
- 24. Januar: Giuseppe Mori, italienischer Kardinal der römisch-katholischen Kirche († 1934)
- 24. Januar: Hermann Ebbinghaus, deutscher Psychologe († 1909)
- 25. Januar: Paul Rowald, deutscher Architekt († 1920)
- 27. Januar: Marie Fillunger, österreichische Sängerin († 1930)
- 27. Januar: Edward John Smith, britischer Kapitän der „Titanic“ († 1912)
- 28. Januar: John Collier, britischer Schriftsteller und Maler († 1934)
- 29. Januar: Ludwig Wolf, deutscher Arzt und Anthropologe († 1889)
- 02. Februar: Otto Seeck, deutscher Althistoriker († 1921)
- 03. Februar: Bertha Freifrau von Arnswaldt, deutsche Salonière († 1919)
- 04. Februar: Karl Frohme, deutscher Politiker († 1933)
- 08. Februar: Kate Chopin, US-amerikanische Schriftstellerin († 1904)
- 08. Februar: Fritz Schöll, deutscher Altphilologe († 1919)
- 08. Februar: Jan van Leeuwen, niederländischer Gräzist († 1924)
- 11. Februar: Louis Archinard, französischer General († 1932)
- 11. Februar: Albert Hollenbach, deutscher Orgelbauer († 1904)
- 12. Februar: William Morris Davis, US-amerikanischer Geologe, Meteorologe und Geograph († 1934)
- 13. Februar: Emil Possehl, deutscher Kaufmann und Mäzen († 1919)
- 15. Februar: Ion Andreescu, rumänischer Maler († 1882)
- 15. Februar: Albert B. Cummins, US-amerikanischer Politiker († 1926)
- 17. Februar: Alexander Mell, österreichischer Blindenlehrer († 1931)
- 18. Februar: Wilhelm Georg Ritter, deutscher Maler († 1926)
- 20. Februar: Wilhelm Braune, deutscher Germanist († 1926)
- 22. Februar: Sien Hoornik, niederländische Näherin und Modell für Vincent van Gogh († 1904)
- 22. Februar: Fjodor Wassiljew, russischer Maler († 1873)
- 23. Februar: César Ritz, Schweizer Hotelier († 1918)
- 24. Februar: Mari Jászai, ungarische Schauspielerin († 1926)
- 24. Februar: Johann Lachmayr, österreichischer Orgelbauer († 1915)
- 25. Februar: Alexandre Georges, französischer Organist, Musikpädagoge und Komponist († 1938)
- 25. Februar: George Turner, US-amerikanischer Politiker († 1932)

### März/April
- 03. März: Martin N. Johnson, US-amerikanischer Politiker († 1909)
- 06. März: Victoria Benedictsson, schwedische Schriftstellerin († 1888)
- 07. März: Georg Ledebour, deutscher Politiker († 1947)
- 07. März: Tomáš Garrigue Masaryk, Gründer und erster Staatspräsident der Tschechoslowakei († 1937)
- 07. März: Ernestine Wegner, deutsche Theaterschauspielerin und Sängerin († 1883)
- 08. März: Carl Robert, deutscher Altphilologe und Archäologe († 1922)
- 10. März: Spencer Gore, englischer Tennis- und Cricketspieler († 1906)
- 11. März: Sophie von Adelung, deutsche Schriftstellerin und Malerin († 1927)
- 11. März: Eduard Züblin, italienischer Bauingenieur und Unternehmer; Pionier des Eisenbetons († 1916)
- 12. März: Clay M. Greene, US-amerikanischer Schriftsteller († 1933)
- 12. März: Heinrich Reimann, deutscher Musikwissenschaftler, Organist und Komponist († 1906)
- 18. März: Richard von Drasche-Wartinberg, österreichischer Asienforscher, Industrieller und Maler († 1923)
- 21. März: Richard von Hagn, deutscher Maler († 1933)
- 26. März: Edward Bellamy, US-amerikanischer SF-Autor († 1898)
- 28. März: Joseph Lafayette Rawlins, US-amerikanischer Politiker († 1926)

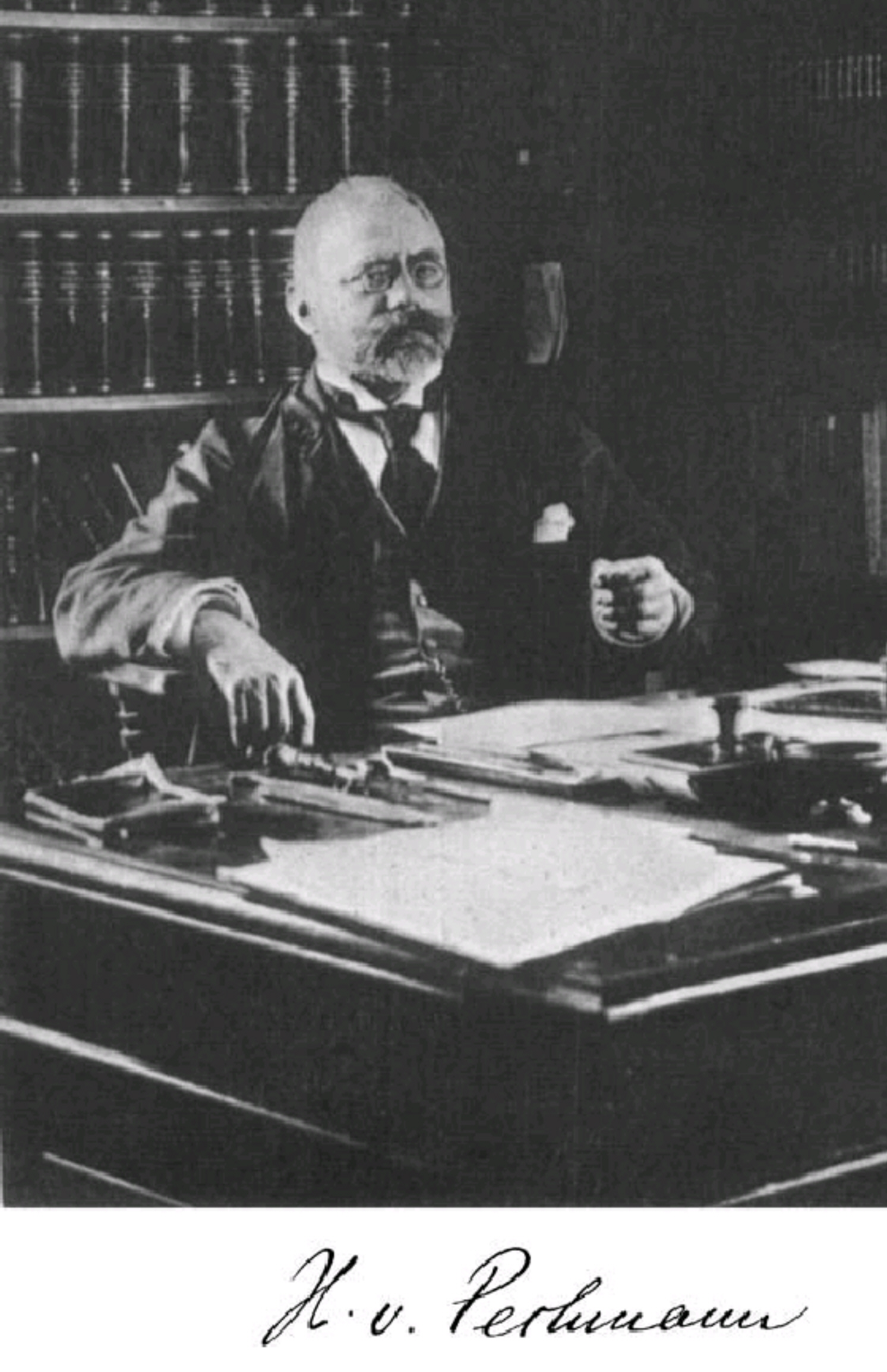
Hans von Pechmann

- 01. April: Hans von Pechmann, deutscher Chemiker († 1902)
- 02. April: Christoph Paul von Andreae, deutscher Industrieller und Gutsbesitzer († 1922)
- 05. April: Max Meyer-Olbersleben, deutscher Komponist († 1927)
- 05. April: Anton Wunderer, österreichischer Hornist und Komponist († 1906)
- 07. April: Robert de Bonnières, französischer Schriftsteller († 1905)
- 07. April: Max Ohnefalsch-Richter, deutscher Archäologe († 1917)
- 09. April: Hermann Zumpe, deutscher Dirigent († 1903)
- 09. April: Johan d’Aulnis de Bourouill, niederländischer Ökonom († 1930)
- 16. April: Herbert Baxter Adams, US-amerikanischer Historiker und Hochschullehrer († 1901)
- 16. April: Sidney Thomas, britischer Metallurg († 1885)
- 17. April: Théodore Fontana, Schweizer Jurist und Politiker († 1907)
- 19. April: Adolf Louis Theodor Richard von Schubert, preußischer Offizier († 1933)
- 23. April: Philippe Godet, Schweizer Schriftsteller († 1922)
- 24. April: Johannes Schmidt, deutscher Klassischer Philologe und Epigraphiker († 1894)
- 25. April: Louise Adolpha Le Beau, deutsche Pianistin und Komponistin († 1927)
- 25. April: Manasse Tyiseseta, traditioneller Führer der Herero († 1898)
- 27. April: Hans von Beseler, preußischer General und Politiker der wilhelminischen Zeit († 1921)
- 27. April: Theophil Sprecher, Schweizer Chef des Generalstabs († 1927)
- 30. April: Richard Zeckwer, US-amerikanischer Komponist († 1922)

### Mai/Juni
- 01. Mai: Arthur Wilhelm, Herzog von Connaught, britischer Generalgouverneur von Kanada († 1942)
- 02. Mai: Susanne von Nathusius, deutsche Porträtmalerin († 1929)
- 04. Mai: Emanuel Schiffers, russischer Schachmeister († 1904)
- 05. Mai: Hedwig Heyl, deutsche Frauenrechtlerin († 1934)
- 10. Mai: Thomas Lipton, britischer Händler und Schöpfer der Teemarke „Lipton“ († 1931)
- 12. Mai: Robert Binswanger, Schweizer Psychiater († 1910)
- 12. Mai: Henry Cabot Lodge, US-amerikanischer Politiker († 1924)
- 14. Mai: Alva Adams, US-amerikanischer Politiker († 1922)
- 16. Mai: Ida Baccini, italienische Schriftstellerin und Journalistin († 1911)
- 16. Mai: Robert von Dobschütz, preußischer Generalmajor († 1927)
- 16. Mai: Johann von Mikulicz, deutscher Chirurg und der Begründer der Gastroskopie († 1905)
- 17. Mai: Antonio Scontrino, italienischer Komponist († 1922)
- 18. Mai: Oliver Heaviside, britischer Mathematiker und Physiker († 1925)
- 20. Mai: Joseph Hayes Acklen, US-amerikanischer Politiker († 1938)
- 20. Mai: Johann Friedrich Bernd von Arnim, preußischer Staats- und Landwirtschaftsminister († 1939)
- 21. Mai: Gustav Lindenthal, deutscher Brückenbauingenieur († 1935)
- 22. Mai: Johann Schrammel, österreichischer Komponist und Musiker († 1893)
- 26. Mai: Carl Klönne, deutscher Bankier († 1915)
- 27. Mai: Eduard Ausfeld, deutscher Archivar und Historiker († 1906)
- 27. Mai: Ludvig Birkedal-Barfod, dänischer Organist und Komponist († 1937)
- 28. Mai: Heinrich Ernemann, deutscher Unternehmer († 1928)
- 30. Mai: Anton Paul Heilmann, österreichischer Maler und Illustrator († 1912)
- 01. Juni: Theodor Arndt, deutscher Theologe († 1901)
- 01. Juni: Sami Frashëri, albanischer Literat († 1904)
- 02. Juni: Friedrich August von Kaulbach, deutscher Maler († 1920)
- 04. Juni: Alfred Vincent, Schweizer Mediziner und Politiker († 1906)
- 05. Juni: Pat Garrett, US-amerikanischer Sheriff von Lincoln County († 1908)
- 06. Juni: Hans Louis Karl Leberecht von Kotze, preußischer Kammerherr und Hofzeremonienmeister († 1920)

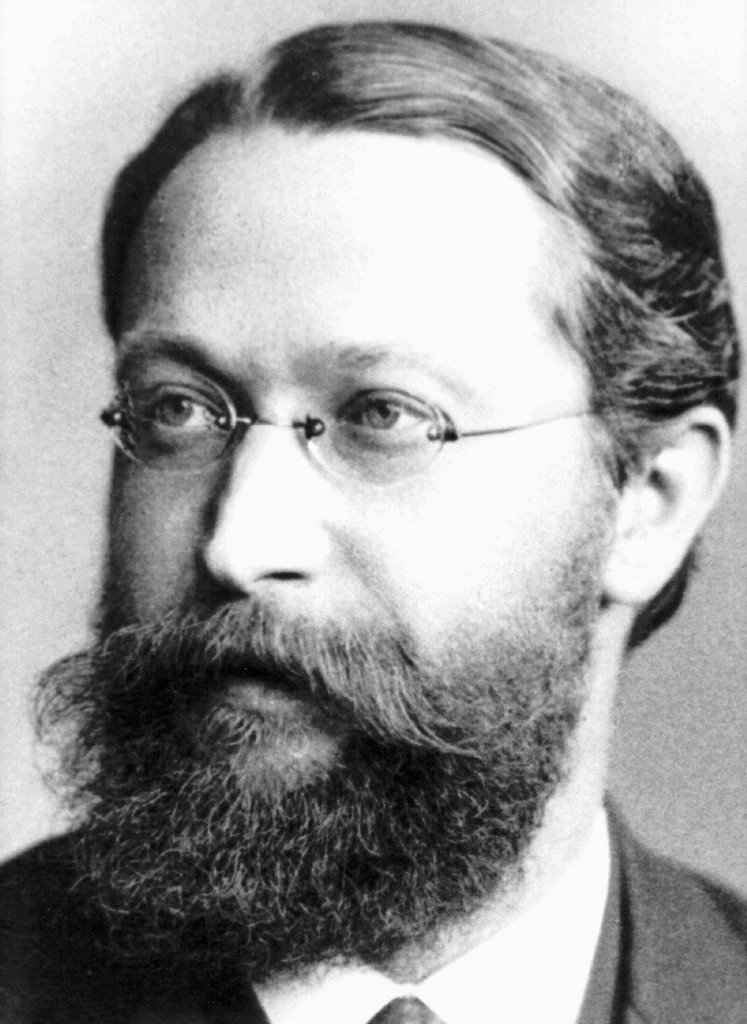
Ferdinand Braun

- 06. Juni: Ferdinand Braun, deutscher Physiker († 1918)
- 08. Juni: Niklaus Gerber, Schweizer Chemiker und Erfinder der Acidbutyrometrie († 1914)
- 11. Juni: Abraham Adler, deutscher Volkswirt († 1922)
- 13. Juni: Wilhelm Erman, deutscher Bibliothekar († 1932)
- 15. Juni: Ernst Schweninger, deutscher Mediziner, Leibarzt von Bismarck († 1924)
- 17. Juni: Friedrich Wilhelm zu Ysenburg und Büdingen, deutscher Standesherr († 1933)
- 18. Juni: Richard Heuberger, österreichischer Komponist († 1914)
- 19. Juni: August Fournier, österreichischer Historiker und Politiker († 1920)
- 22. Juni: Ignaz Goldziher, deutscher Orientalist († 1921)
- 23. Juni: Lockwood de Forest, US-amerikanischer Innenarchitekt und Maler († 1932)
- 24. Juni: Horatio Herbert Kitchener, britischer General und Politiker († 1916)
- 24. Juni: Gustav Adolf Neuber, deutscher Mediziner und Chirurg († 1932)
- 27. Juni: Lafcadio Hearn, britischer Schriftsteller († 1904)
- 29. Juni: Jacob Adolf Hägg, schwedischer Komponist († 1928)

### Juli/August
- 06. Juli: Emil Kränzlein, deutscher Fabrikant und Geheimer Kommerzienrat († 1936)
- 07. Juli: William E. Mason, US-amerikanischer Politiker († 1921)
- 09. Juli: Iwan Wasow, bulgarischer Dichter, Schriftsteller, Historiker und Politiker († 1921)
- 10. Juli: Mathilde Block, deutsche Malerin († 1932)
- 12. Juli: Newell Sanders, US-amerikanischer Politiker († 1939)

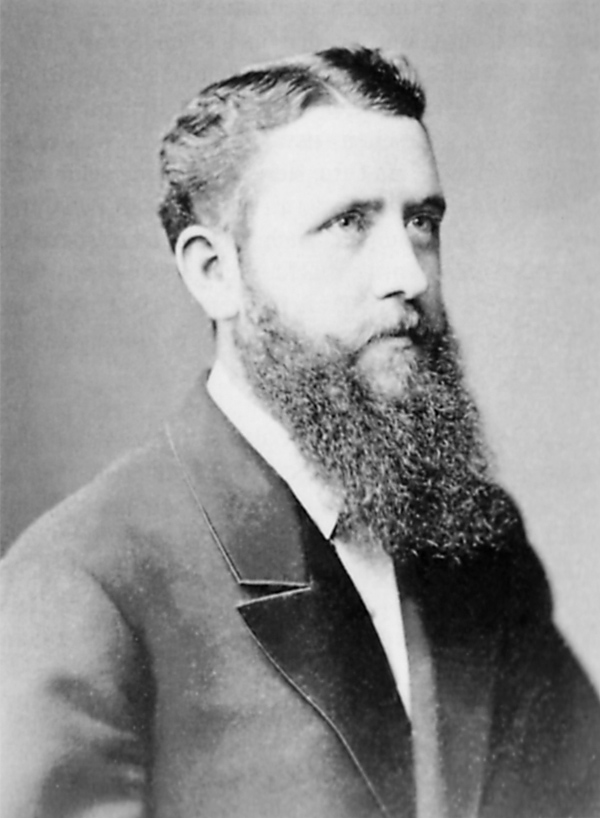
Otto Schoetensack, 1882

- 12. Juli: Otto Schoetensack, deutscher Anthropologe und Vorgeschichtler († 1912)
- 14. Juli: Ludwig von Tetmajer, Schweizer Bauingenieur, Pionier der Materialprüfung und -forschung und Begründer der Eidgenössischen Materialprüfungs- und Forschungsanstalt († 1905)
- 15. Juli: Franziska Xaviera Cabrini, US-amerikanische Heilige († 1917)
- 16. Juli: Carl Roman Abt, Schweizer Maschineningenieur, Erfinder und freier Unternehmer († 1933)
- 19. Juli: Ferdinand Schrey, deutscher Mitbegründer der Stenografie († 1938)
- 21. Juli: Alfred Eckbrecht von Dürckheim-Montmartin, deutscher Offizier († 1912)
- 28. Juli: Eduard Franz Adt, deutscher Fabrikant, Bürgermeister und Politiker († 1919)
- 31. Juli: Robert Love Taylor, US-amerikanischer Politiker († 1912)

- 02. August: Anton Behmann, österreichischer Orgelbauer († 1932)
- 05. August: Guy de Maupassant, französischer Schriftsteller und Dichter († 1893)
- 13. August: Andrea Carlo Ferrari, italienischer Erzbischof von Mailand und Kardinal († 1921)
- 14. August: W. W. Rouse Ball, englischer Mathematiker und Mathematikhistoriker († 1925)
- 17. August: Lucien Gautier, Schweizer evangelischer Theologe und Hochschullehrer († 1924)
- 18. August: Vincenzo Appiani, italienischer Komponist, Pianist und Musikpädagoge († 1932)
- 18. August: Werner Genest, deutscher Ingenieur und Unternehmer († 1920)
- 18. August: Otto Bauer, Politiker, Bürgermeister mehrerer Städte († 1916)
- 20. August: Percy Shelley Anneke, US-amerikanischer Unternehmer († 1928)
- 25. August: Marie Egner, österreichische Malerin († 1940)
- 26. August: Charles Richet, französischer Mediziner und Nobelpreisträger († 1935)
- 27. August: Augusto Righi, italienischer Physiker († 1920)
- 28. August: Émile Amélineau, französischer Ägyptologe und Koptologe († 1915)
- 28. August: W. A. B. Coolidge, britischer Theologe, Publizist und Bergsteiger († 1926)
- 28. August: Carl Fürstenberg, deutscher Bankier († 1933)
- 30. August: Eugène Burnand, Schweizer Maler († 1921)
- 30. August: Karl Junker, deutscher Maler, Bildhauer und Architekt († 1912)
- 30. August: Marcelo H. del Pilar, philippinischer Satiriker und Revolutionär († 1896)

### September/Oktober
- 01. September: Norbert Pfretzschner, österreichischer Bildhauer aus einer Tiroler Künstlerfamilie († 1927)
- 02. September: Alfred Pringsheim, deutscher Mathematiker und Kunstmäzen († 1941)

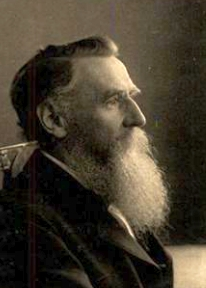
Woldemar Voigt

- 02. September: Woldemar Voigt, deutscher Physiker († 1919)
- 03. September: Friedrich Delitzsch, deutscher Assyriologe († 1922)
- 05. September: August Degen, deutscher Landwirt, Genossenschaftsgründer, Agrarfunktionär und Politiker († 1924)
- 05. September: Eugen Goldstein, deutscher Physiker († 1930)
- 06. September: Léon-Adolphe Amette, Erzbischof von Paris und Kardinal († 1920)
- 08. September: Paul Gerson Unna, deutscher Arzt und Dermatologe († 1929)
- 09. September: Leopoldo Miguez, brasilianischer Komponist († 1902)
- 11. September: Bernhard Howaldt, deutscher Unternehmer und Ingenieur († 1908)
- 13. September: Otto Freiherr Kreß von Kressenstein, königlich bayerischer Kriegsminister und Generaloberst († 1929)
- 15. September: Hermann Dechent, deutscher evangelischer Theologe und Pfarrer († 1935)
- 16. September: Ottmar von Angerer, deutscher Mediziner († 1918)
- 17. September: Franziskus von Bettinger, deutscher Kardinal († 1917)
- 21. September: Hans Sitt, deutscher Komponist († 1922)
- 21. September: Peter Carl Aloys Kreutzwald, Generalvikar in Köln († 1918)
- 23. September: Richard Hertwig, deutscher Zoologe († 1937)
- 30. September: Babette von Bülow, Pseud. Hans Arnold, geb. Eberty, deutsche Schriftstellerin († 1927)
- 01. Oktober: Heinrich Schröder (Missionar), deutscher Missionar und Märtyrer († 1883)
- 01. Oktober: David Rowland Francis, US-amerikanischer Politiker († 1927)
- 04. Oktober: Aline Valette, französische Feministin († 1899)
- 05. Oktober: Ludwig Wilser, deutscher Arzt und Schriftsteller († 1923)
- 08. Oktober: Henry Le Chatelier, französischer Chemiker, Metallurge und Physiker († 1936)

Carl Thiem

- 10. Oktober: Carl Thiem, gilt als Begründer der Unfallchirurgie in Deutschland († 1917)
- 11. Oktober: Jaro Pawel, österreichischer Turnpädagoge und Germanist († 1917)
- 12. Oktober: Pellegrino Matteucci, italienischer Afrikareisender († 1881)
- 17. Oktober: Thomas Jeffery Parker, britischer Zoologe († 1897)
- 18. Oktober: Louis Aronsohn, deutscher Bankier und Politiker († 1928)
- 18. Oktober: Francis Thomé, französischer Komponist († 1909)
- 19. Oktober: Annie Smith Peck, US-amerikanische Bergsteigerin († 1935)
- 21. Oktober: Hermann Müller, Schweizer Botaniker († 1927)
- 22. Oktober: Heinrich von Zügel, deutscher Maler († 1941)
- 28. Oktober: Clarence Larkin, US-amerikanischer Baptistenpastor und Bibellehrer († 1924)
- 29. Oktober: Ernest Roche, französischer Politiker († 1917)
- 30. Oktober: John Patton Jr., US-amerikanischer Politiker († 1907)

### November/Dezember
- 01. November: Rosario de Acuña, spanische Schriftstellerin († 1923)
- 06. November: Remmer Janssen, deutscher (ostfriesischer) Erweckungsprediger († 1931)
- 06. November: Josefine Schalk, deutsche Malerin († 1919)
- 06. November: Ernest von Koerber, österreichischer Politiker der Donaumonarchie († 1919)
- 09. November: Louis Lewin, deutscher Begründer der Industrietoxikologie und Suchtmittelforschung († 1929)
- 11. November: Angel Kantschew, bulgarischer Revolutionär und Freiheitskämpfer († 1872)
- 12. November: Edmund Hellmer, österreichischer Bildhauer († 1935)
- 12. November: Michail Iwanowitsch Tschigorin, russischer Schachspieler († 1908)
- 12. November: Therese von Bayern, deutsche Ethnologin, Zoologin, Botanikerin und Anthropologin († 1925)
- 13. November: Georg Busolt, deutscher Althistoriker († 1920)

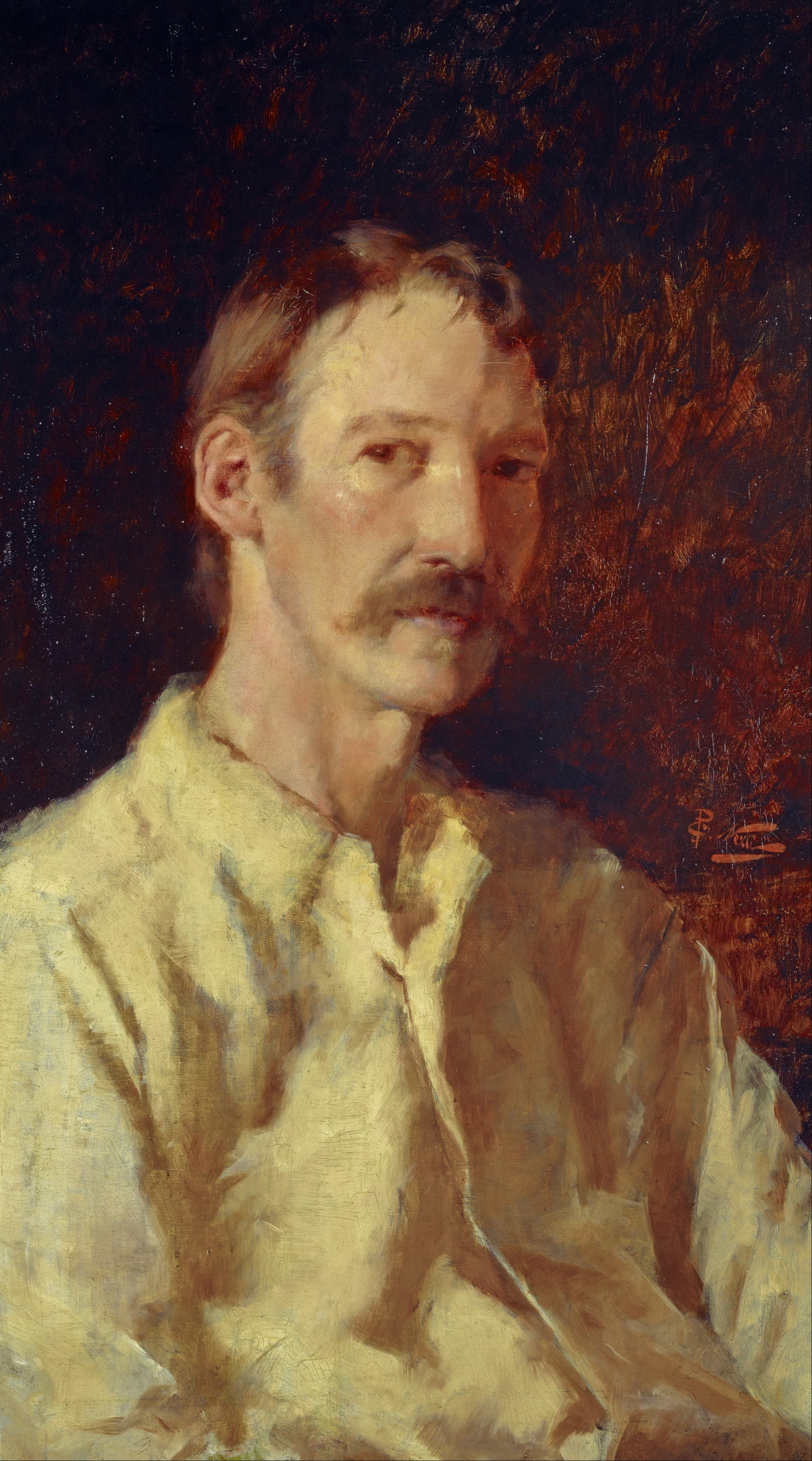
Robert Louis Stevenson

- 13. November: Robert Louis Stevenson, schottischer Schriftsteller († 1894)
- 16. November: Federico Errázuriz Echaurren, chilenischer Politiker († 1901)
- 17. November: Friedrich Weigle, deutscher Orgelbauer († 1906)
- 17. November: Friedrich Hermann Wölfert, deutscher Verleger und Luftfahrtpionier († 1897)
- 19. November: Hans Brendicke, Berliner Turnlehrer, Turnschriftsteller und Redakteur († 1925)
- 20. November: Arthur Goring Thomas, englischer Komponist († 1892)
- 21. November: Wilhelm Gemoll, deutscher Altphilologe und Lexikograf († 1934)
- 22. November: Georg Dehio, deutscher Kunsthistoriker († 1932)
- 23. November: Germano Bruni, Schweizer Jurist und Politiker († 1932)
- 24. November: Antonin Marmontel, französischer Komponist, Pianist und Musikpädagoge († 1907)
- 25. November: Eduard Sievers, deutscher Germanist († 1932)
- 26. November: John Forrester Andrew, US-amerikanischer Politiker († 1895)
- 27. November: Helene von Mülinen, Schweizer Frauenrechtlerin († 1924)
- 27. November: Jelena Dmitrijewna Polenowa, russische Malerin († 1898)
- 28. November: Henry Cullen Adams, US-amerikanischer Politiker († 1906)
- 28. November: Robert Koehler, deutschamerikanischer Maler († 1917)
- 28. November: Gotthardt Kuehl, deutscher Maler († 1915)
- 04. Dezember: Warren Garst, US-amerikanischer Politiker († 1924)
- 04. Dezember: Knud Sehested, dänischer Politiker († 1908)
- 05. Dezember: Alexander Girardi, österreichischer Schauspieler († 1918)
- 09. Dezember: Emma Abbott, US-amerikanische Opernsängerin († 1891)
- 10. Dezember: Jennie Augusta Brownscombe, US-amerikanische Malerin, Designerin, Radiererin und Illustratorin († 1936)
- 12. Dezember: Alexei Fjodorowitsch Afanassjew, russischer Maler, Graphiker und Karikaturist († 1920)
- 12. Dezember: Martin Frederick Ansel, US-amerikanischer Politiker († 1945)
- 13. Dezember: Iver Holter, norwegischer Komponist († 1941)
- 14. Dezember: Josef Arbesser von Rastburg, österreichischer Landschafts- und Architekturmaler († 1928)
- 16. Dezember: Joseph Taylor, schottischer Fußballspieler († 1888)
- 21. Dezember: Lluís Domènech i Montaner, katalanischer Architekt und Politiker († 1923)
- 21. Dezember: Zdeněk Fibich, tschechischer Komponist († 1900)
- 21. Dezember: Hendrik Barend Greven, niederländischer Wirtschaftswissenschaftler und Statistiker († 1933)
- 21. Dezember: Francesco Ragonesi, italienischer Kardinal der römisch-katholischen Kirche († 1931)
- 22. Dezember: Victoriano Huerta, mexikanischer General und Präsident Mexikos († 1916)
- 24. Dezember: Théodore Garnier, französischer Politiker und Priester († 1920)
- 25. Dezember: Wilhelm Viëtor, deutscher Sprachwissenschaftler und Neuphilologe († 1918)
- 25. Dezember: Elisabeth Fedde, norwegische Diakonisse († 1921)
- 27. Dezember: Heinrich Ancker, deutscher Politiker und Unternehmer († 1900)

### Genaues Geburtsdatum unbekannt
- Abdul Rahman ibn Abdallah, Imam der Wahhabiten († 1928)
- Joseph Beattie Armstrong, neuseeländischer Botaniker († 1926)
- Emmy Drechsler Hamilton, englische Geigerin und Musikpädagogin († nach 1890)
- Mihran Nakkashian, armenischer Herausgeber und Publizist († 1944)
- Leylâ Saz, türkische Komponistin († 1936)
- Wilhelm Schwach, rumäniendeutscher Komponist, Musikpädagoge und Chorleiter († 1921)

## Gestorben

### Erstes Quartal
- 01. Januar: Friederike von Preußen, preußische Prinzessin und durch Heirat Herzogin von Anhalt-Dessau (* 1796)
- 01. Januar: Raphael Georg Kiesewetter, österreichischer Musikhistoriker, Vizepräsident der Wiener Gesellschaft der Musikfreunde (* 1773)
- 02. Januar: Manuel de la Peña y Peña, interimistischer und regulärer Präsident von Mexiko (* 1789)
- 03. Januar: Giuseppina Grassini, italienische Opernsängerin (* 1773)
- 11. Januar: Josef Klieber, österreichischer Bildhauer und Maler (* 1773)
- 14. Januar: Jean-Frédéric d’Ostervald, Schweizer Kartograph (* 1773)
- 15. Januar: James M. Broom, US-amerikanischer Politiker (* 1776)
- 17. Januar: Samuel Anderson, US-amerikanischer Politiker (* 1773)
- 20. Januar: Adam Oehlenschläger, dänischer Nationaldichter der Romantik (* 1779)
- 22. Januar: Vincenzo Pallotti, italienischer katholischer Priester und Ordensgründer (* 1795)

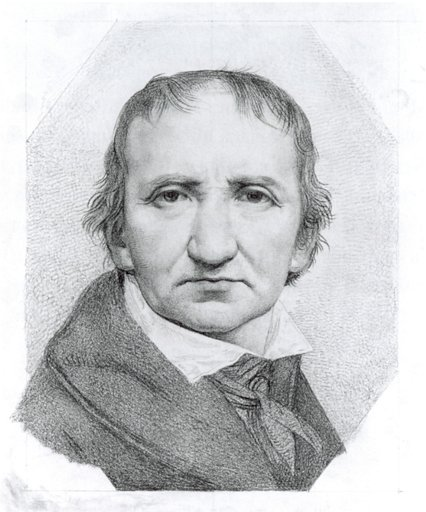
Johann Gottfried Schadow

- 27. Januar: Johann Gottfried Schadow, preußischer Bildhauer und Grafiker (* 1764)
- 20. Februar: Hermann Biow, deutscher Fotograf (* 1804)
- 25. Februar: Daoguang, chinesischer Kaiser (Qing-Dynastie) (* 1782)
- 27. Februar: Samuel Adams, US-amerikanischer Politiker (* 1805)

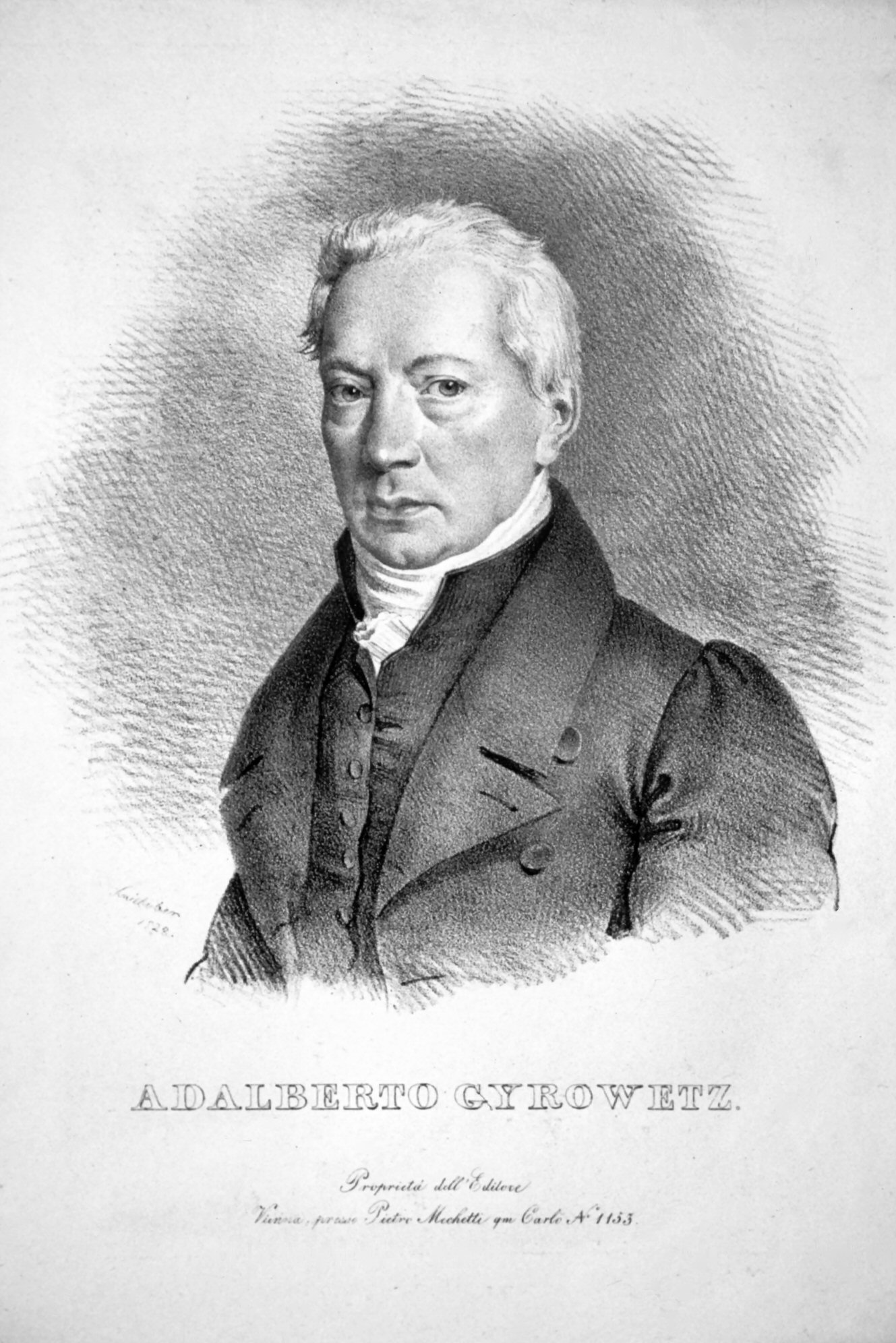
Adalbert Gyrowetz (1763–1850)

- 09. März: Francesco Maria Avellino, italienischer Archäologe (* 1778)
- 19. März: Adalbert Gyrowetz, österreichischer Komponist (* 1763)
- 20. März: Vinzenz Adelmann, deutscher Mediziner (* 1780)
- 23. März: Mathias Drexler, deutsch-österreichischer Steinmetzmeister und Bildhauer des Historismus (* 1790)
- 26. März: Samuel Turell Armstrong, US-amerikanischer Politiker (* 1784)
- 26. März: Wilhelm Ernst Weber, deutscher Pädagoge und Philologe (* 1790)
- 27. März: Wilhelm Beer, deutscher Bankier und Astronom (* 1797)
- 28. März: Johann-Conrad Appenzeller, schweizerischer Pfarrer und Volksschriftsteller (* 1775)
- 28. März: Johann Ludwig Bleuler, Schweizer Maler und Verleger (* 1792)
- 28. März: Bernt Michael Holmboe, norwegischer Mathematiker und Didaktiker für Mathematik (* 1795)
- 31. März: John C. Calhoun, US-amerikanischer Politiker und Vizepräsident (* 1782)
- 31. März: Heinrich Franz von Bombelles, österreichischer Diplomat, Offizier und Erzieher des späteren Kaisers Franz Joseph I. (* 1789)

### Zweites Quartal
- 03. April: Johann Wenzel Tomaschek, böhmischer Musiklehrer und Komponist (* 1774)
- 05. April: Joseph Friedrich von Palombini, italienischer General unter Napoleon (* 1774)
- 06. April: Johann Friedrich Wilhelm Bötticher, deutscher Pädagoge und Historiker (* 1798)
- 09. April: William Prout, britischer Mediziner und Chemiker (* 1785)
- 12. April: Louise Dulcken, deutsche Pianistin und Komponistin (* 1811)
- 15. April: Jules Robert Auguste, französischer Maler und Bildhauer (* 1789)
- 16. April: Johann David Heegewaldt, deutscher Geheimer Hofrat (* 1773)
- 16. April: Marie Tussaud, Wachsbildnerin und Gründerin des nach ihr benannten Madame Tussauds in London (* 1761)
- 19. April: Ernst von Hessen-Philippsthal-Barchfeld, russischer General der Kavallerie (* 1789)
- 20. April: Johann Heinrich Cassebeer, deutscher Botaniker, Geologe, Landwirtschafts- und Weinbaufachmann, Politiker (* 1784)
- 21. April: Nikolaus Wesselényi, ungarischer Politiker, Großgrundbesitzer (* 1796)
- 22. April: Friedrich Robert Faehlmann, deutsch-estnischer Philologe (* 1798)
- 23. April: William Wordsworth, britischer Dichter (* 1770)
- 24. April: Louis Alexandre Piccinni, französischer Komponist (* 1779)
- 25. April: Karl von Canitz und Dallwitz, preußischer Generalleutnant und Staatsmann (* 1787)
- 09. Mai: Theodor Wilhelm Danzel, deutscher Literaturhistoriker (* 1818)

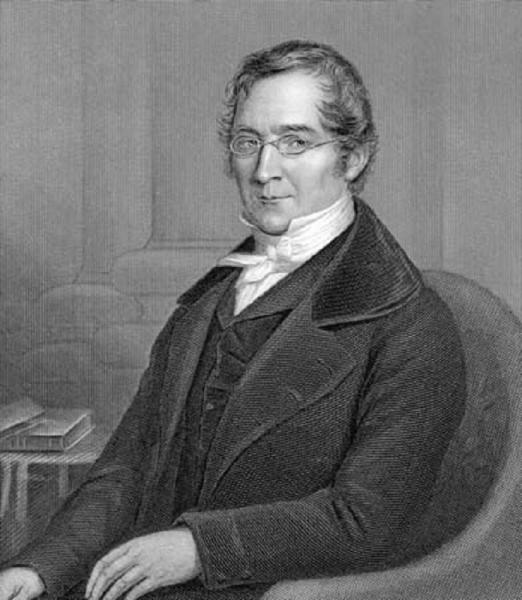
Joseph Louis Gay-Lussac

- 09. Mai: Joseph Louis Gay-Lussac, französischer Chemiker und Physiker (* 1778)
- 11. Mai: Justus Friedrich Karl Hecker, deutscher Medizinhistoriker (* 1795)
- 12. Mai: Heinrich August Pierer, deutscher Offizier, Verleger und Lexikograf (* 1794)
- 15. Mai: Johann Jakob Wolfensberger, Schweizer Maler (* 1797)
- 16. Mai: William Hendricks, US-amerikanischer Politiker (* 1782)
- 21. Mai: Christoph Ammon, deutscher protestantischer Theologe (* 1766)
- 25. Mai: Lykourgos Logothetis, griechischer Politiker und Anführer des Samischen Aufstands (* 1772)
- 29. Mai: Franklin H. Elmore, US-amerikanischer Politiker (* 1799)
- 30. Mai: Maximilian von Auersperg, österreichischer General der Kavallerie (* 1771)
- 08. Juni: Hieronymus Hess, Schweizer Zeichner und Maler (* 1799)
- 09. Juni: Friedrich Wilhelm von Rauch, preußischer Generalleutnant (* 1790)
- 13. Juni: José Dionisio de la Trinidad de Herrera y Díaz del Valle, Staatschef der Provinzen Honduras und Nicaragua innerhalb der Zentralamerikanischen Konföderation (* 1781)
- 18. Juni: Leonard Wilcox, US-amerikanischer Politiker (* 1799)
- 28. Juni: Karl Friedrich Schulz, deutscher evangelischer Kirchenliedkomponist und Musiklehrer (* 1784)

### Drittes Quartal
- 02. Juli: Robert Peel, britischer Staatsmann und Politiker (* 1788)
- 04. Juli: William Kirby, englischer Pfarrer und Entomologe (* 1759)
- 05. Juli: Johann Georg Fischer, deutsch-österreichischer Orgelbauer (* 1769)
- 05. Juli: Alire Raffeneau-Delile, französischer Botaniker und Arzt (* 1778)
- 07. Juli: Carl Rottmann, deutscher Landschaftsmaler (* 1797)
- 08. Juli: Adolph Friedrich, Herzog von Cambridge, britischer Feldmarschall (* 1774)
- 09. Juli: Der Bab, persischer Religionsstifter, Gründer der Religion des Babismus (* 1819)
- 09. Juli: Jean-Pierre Boyer, haitianischer Präsident (* 1776)

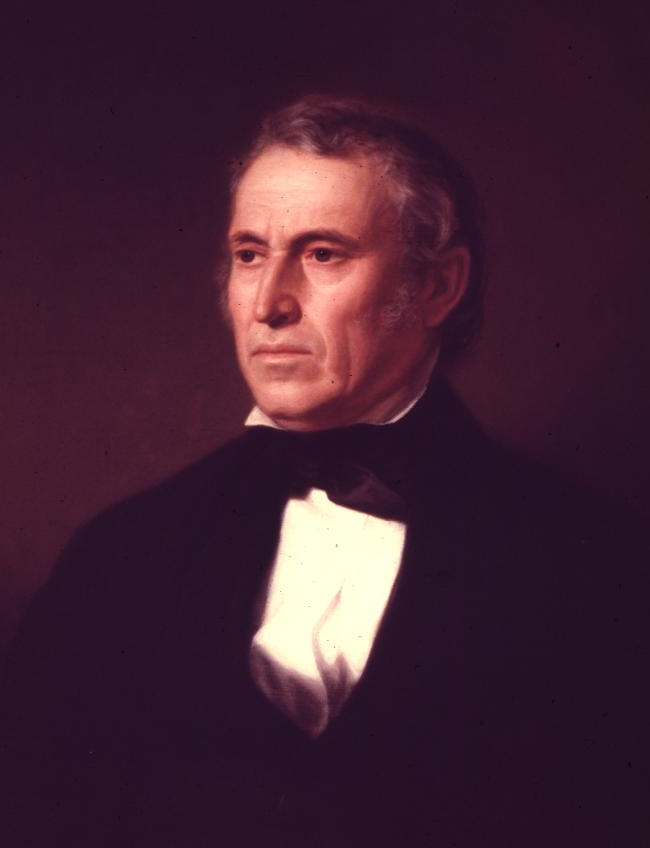
Zachary Taylor

- 09. Juli: Zachary Taylor, US-amerikanischer General und 12. Präsident der USA (* 1784)
- 15. Juli: Teraura, tahitianische Siedlerin auf Pitcairn
- 19. Juli: Margaret Fuller, US-amerikanische Schriftstellerin (* 1810)
- 25. Juli: Richard Barnes Mason, US-amerikanischer Offizier und Militärgouverneur von Kalifornien (* 1797)
- 28. Juli: James Clarke, US-amerikanischer Politiker (* 1812)
- 09. August: Johann Christoph Bauriegel, deutscher Pädagoge (* 1773)
- 14. August: Johann Gottlob Mende, deutscher Orgelbauer (* 1787)
- 15. August: Johann Werner Henschel, deutscher Bildhauer (* 1782)
- 17. August: José de San Martín, südamerikanischer Revolutionär (* 1778)

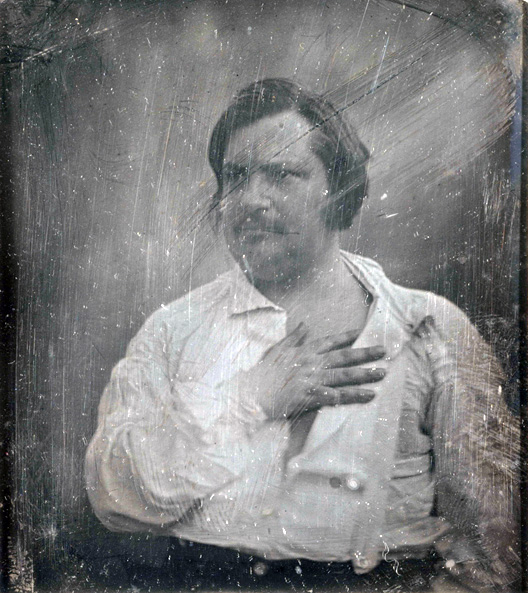
Honoré de Balzac, 1842

- 18. August: Honoré de Balzac, französischer Schriftsteller (* 1799)
- 22. August: Gottfried Fleischmann, deutscher Mediziner und Hochschullehrer (* 1777)
- 22. August: Nikolaus Lenau, österreichischer Schriftsteller (* 1802)

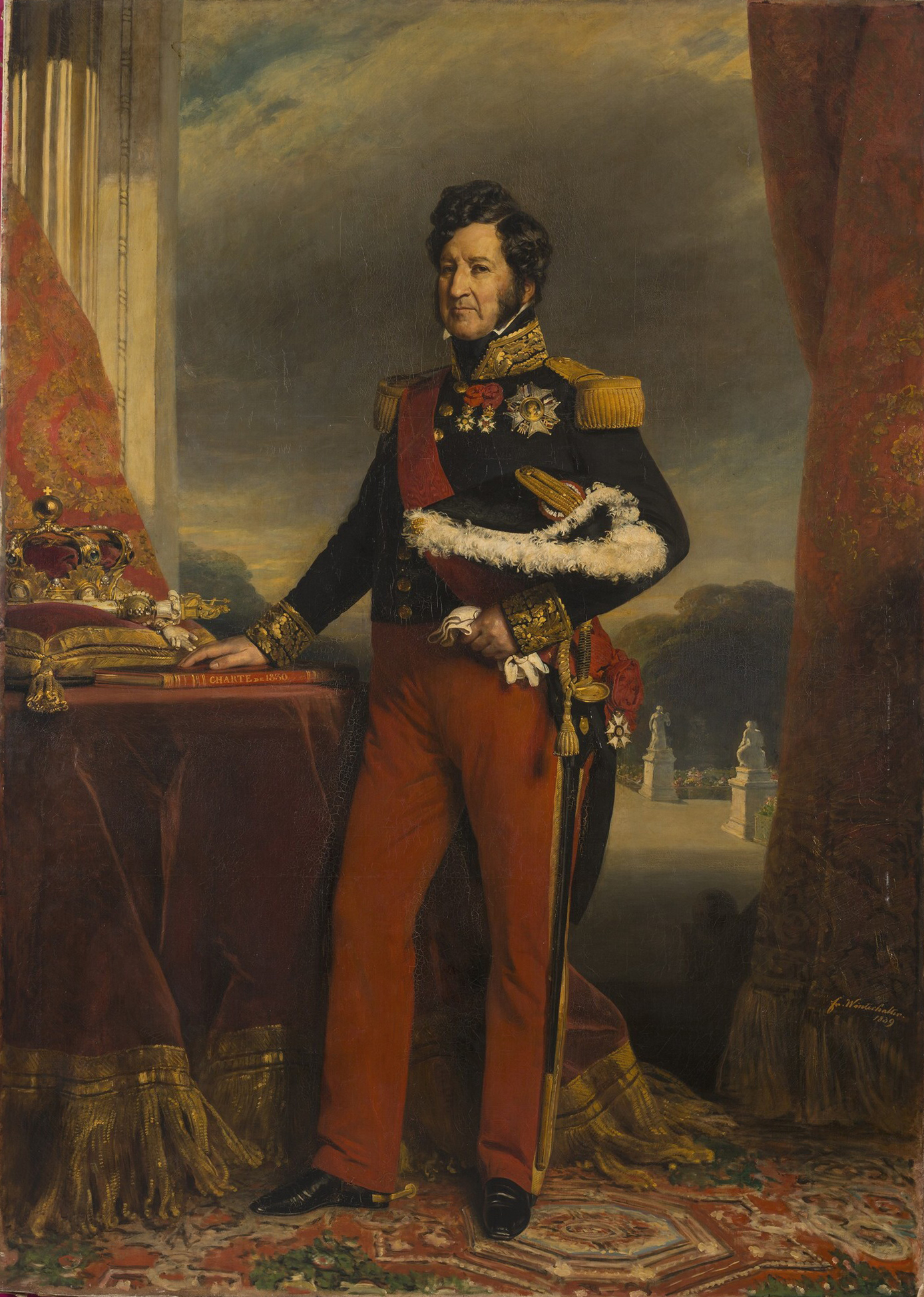
König Louis-Philippe I.

- 26. August: Ludwig Philipp, König von Frankreich (* 1773)
- 31. August: Charles Rivière-Hérard, Präsident von Haiti (* 1789)
- 01. September: Karl Friedrich von Gärtner, deutscher Botaniker und Arzt (* 1772)
- 05. September: Jean-Lucq d’Arriule, französischer General (* 1774)
- 07. September: Julius Minding, deutscher Arzt und Schriftsteller (* 1808)
- 20. September: Georg Friedrich Falcke, deutscher Jurist (* 1783)
- 22. September: Johann Heinrich von Thünen, deutscher Autor (* 1783)
- 23. September: José Gervasio Artigas, uruguayischer Offizier und Freiheitskämpfer (* 1764)
- 23. September: Sukaseum, König von Luang Phrabang (* 1797)
- 28. September: Johann Philipp Krebs, deutscher Altphilologe (* 1771)

### Viertes Quartal
- 02. Oktober: Josef Madersperger, österreichischer Schneidermeister und einer der Erfinder der Nähmaschine (* 1768)
- 04. Oktober: Christian Gotthard Kettembeil (1773–1850), Kaufmann und Theaterleiter (* 1773)
- 11. Oktober: Ludwig Starklof, Gründer und erster Intendant des Oldenburgischen Staatstheaters (* 1789)
- 12. Oktober: Pedro de Sousa Holstein, portugiesischer Politiker (* 1781)
- 17. Oktober: Login Petrowitsch Heiden, russischer Admiral (* 1772 oder 1773)
- 02. November: Richard Spaight junior, US-amerikanischer Politiker (* 1796)
- 03. November: Thomas Ford, US-amerikanischer Politiker (* 1800)
- 04. November: Gustav Schwab, deutscher Pfarrer, Schriftsteller und Herausgeber (* 1792)
- 05. November: Ferdinand Karl von Österreich-Este, Generalgouverneur von Galizien und Siebenbürgen (* 1781)
- 05. November: David Ferdinand Howaldt, deutscher Goldschmied (* 1772)
- 06. November: Friedrich Wilhelm von Brandenburg, preußischer General der Kavallerie und Staatsmann (* 1792)
- 10. November: Sir Phineas Riall, britischer General (* 1775)
- 16. November: François Pierre Amey, französischer General (* 1768)
- 16. November: Théodore Mozin, französischer Komponist und Musikpädagoge (* 1818)
- 18. November: Stephan Metz, Mainzer Bürgermeister (* 1789)
- 22. November: Lin Zexu, chinesischer Beamter (* 1785)
- 22. November: Garret D. Wall, US-amerikanischer Politiker (* 1783)
- 24. November: Franz Philipp Aull, deutscher Politiker (* 1779)
- 04. Dezember: William Sturgeon, englischer Physiker und Erfinder (* 1783)
- 10. Dezember: Johann Friedrich von Türckheim, elsässisch-französischer Politiker (* 1780)
- 17. Dezember: Friedrich Ammensdörfer, fränkischer Bierbrauer, Gastwirt und Politiker (* 1785)
- 22. Dezember: William Plumer, US-amerikanischer Politiker (* 1759)
- 23. Dezember: Samuel Bell, US-amerikanischer Politiker (* 1770)
- 24. Dezember: Frédéric Bastiat, französischer Ökonom und Journalist (* 1801)
- 25. Dezember: Heinrich Stephani, deutscher Pädagoge und Schulreformer (* 1761)
- 27. Dezember: Giacinto Amati, italienischer Theologe (* 1778)
- 28. Dezember: Heinrich Christian Schumacher, dänisch-deutscher Astronom (* 1780)
- 29. Dezember: Johann Nepomuk von Schmiel, Schweizer Politiker und Offizier (* 1774)

### Genaues Todesdatum unbekannt
- John Thurston, englischer Billardtischhersteller, Erfinder und Autor (* 1777)